# 過去に存在した長崎屋の店舗
過去に存在した長崎屋の店舗（かこにそんざいしたながさきやのてんぽ）は、かつて長崎屋として営業していた店舗の情報を掲載している。

## ドン・キホーテ及びMEGAドン・キホーテに転換した店舗
下記は、かつて「長﨑屋」として営業していた店舗で、現在は「ドン・キホーテ」、または「MEGAドン・キホーテ」として営業している店舗を示している。なお下記のいずれの店舗も運営は長崎屋が行っている。

### 北海道

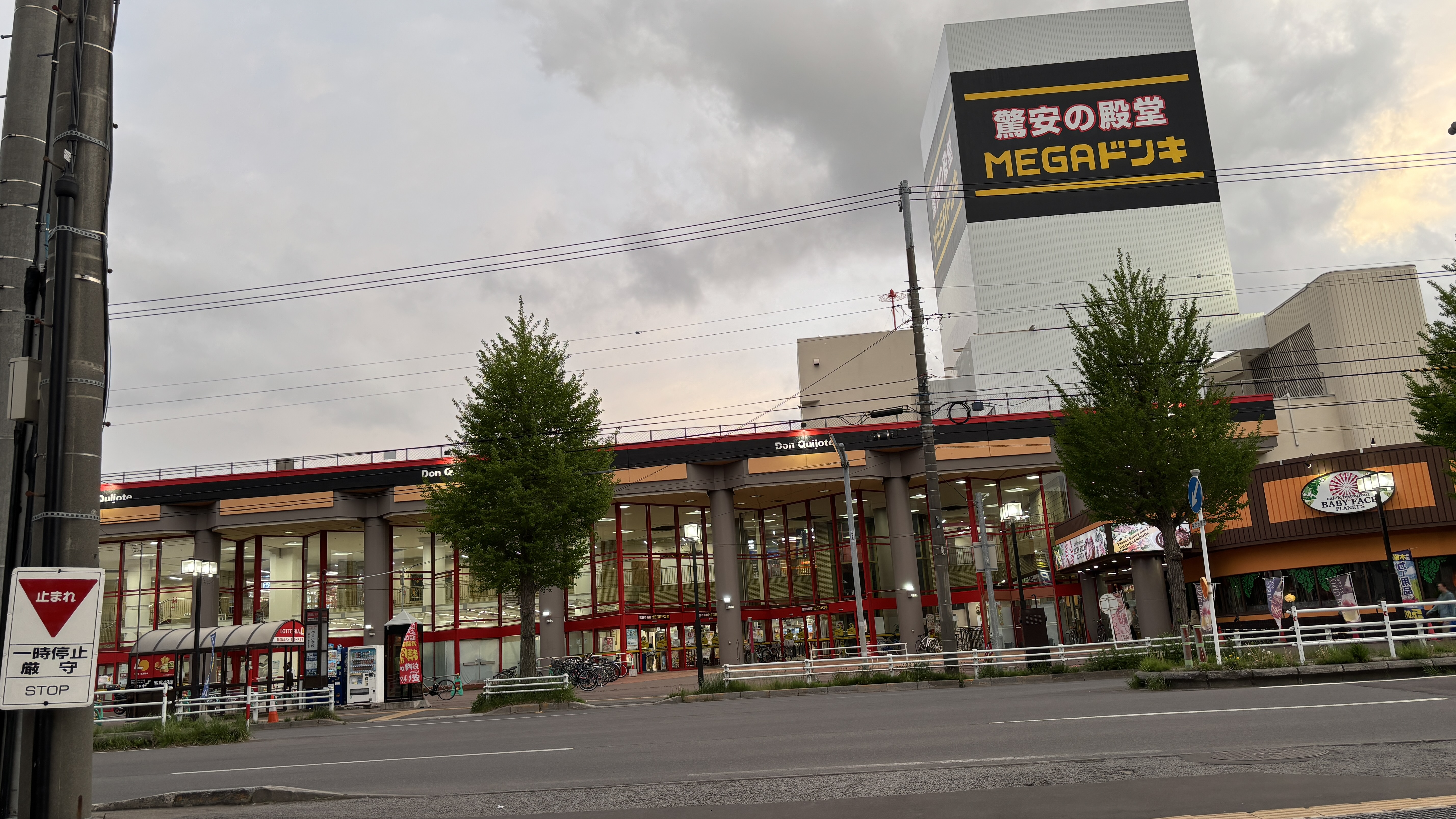
MEGAドン・キホーテ美原店

- 函館店（函館市美原1-7-1[1]、1980年（昭和55年）8月29日開店[1] - 2009年（平成21年）9月6日閉店[2]）
敷地面積約20,093m2[1]、鉄筋コンクリート造地下2階地上2階建て塔屋2階[1]、延べ床面積約49,232m2[1]、店舗面積約15,399m2[1]（当社店舗面積約10,540m2[1]）、駐車台数約2,000台[1]。
→2009年（平成21年）10月にMEGAドン・キホーテ函館店に業態転換[3][4] 北海道函館市美原1-7-1[5]
北海道函館市郊外の赤川通地区に1980年（昭和55年）8月に開業した店舗で[6]、1992年に直営売場面積約12,014 m2でテナントの専門店街が売場面積約7,429 m2へ増床した[5]。
既存の専門店などのテナント約75店はほぼ変わらず営業を続け、直営部分を業態転換すると共に地下の直営の食料品売り場のうち約1,300 m2に約10組の生鮮販売を手掛ける起業家に格安で売場を提供する「熱血商店街」の全国第1号店を開設した[2]。
- ラパーク旭川店→2008年（平成20年）11月7日にMEGAドン・キホーテ旭川店に業態転換[7][8][9]
北海道旭川市北部の春光六区一条3丁目の国道40号沿いにある郊外型ショッピングセンターの店舗[10]。旭川駅前の[11]平和通買物公園の一角にあった旧旭川店を郊外への移転する形で1992年（平成4年）11月1日に開業し[10]、約1,000台収容の駐車場を併設した郊外ロードサイド型店の強みを生かして広域からの集客やかさばる商品の売上を伸ばすことに成功して開業初月に目標の約1.5倍の売上を上げた[11]。
- 西帯広店（1997年（平成9年）3月14日開店[12]）
→2009年（平成21年）4月10日にMEGAドン・キホーテ西帯広店に業態転換[13]
北海道帯広市西21南4に2階建てで約40店の専門店と直営店舗面積約7,400 m2で全体の店舗面積約14,470 m2に約1,400台収容の駐車場を併設した店舗として1997年（平成9年）3月14日に開店した[12]。
- （2代目）苫小牧店（1998年（平成10年）3月6日開店[14]→2010年（平成22年）7月2日にMEGAドン・キホーテ苫小牧店に業態転換[15][16]
延べ床面積約37,626 m2で売り場面積約28,987 m2の店舗で[17]、1997年（平成9年）1月16日に店舗に併設していたドーム型遊園地（ファンタジードーム苫小牧）を閉鎖してその跡を改装して店舗を移転した[18]。2000年（平成12年）時点では長崎屋ベスト5に入る規模の店舗であり、当時会社更生法を申請した同社再建の柱になりたいとされていた[19]。

### 東北

#### 秋田県
- （2代目）秋田店（秋田市旭北錦町4-58[20]、1986年（昭和61年）11月1日開店[21]、中交ホリディスクエア内[21]）
敷地面積約14,378m2[20]、鉄骨鉄筋コンクリート造地上3階建て塔屋2階[20]、延べ床面積約23,867m2[20]、店舗面積約11,114m2[20]（当社店舗面積約6,113m2[20]）、駐車台数約1,000台[20]。
なかよし（約1,190m2）と共に核店舗として出店していた[20]。
→2009年（平成21年）9月18日にドン・キホーテ秋田店に業態転換[22]。テナントを含む売り場面積約11,579m2[22]。

#### 宮城県
- 仙台台原店（仙台市青葉区[23]台原1-4-40[24]、1979年（昭和54年）11月開店[23]）→MEGAドン・キホーテ仙台台原店
売場面積約2,718m2[24] → 約8,488m2[23]。
ドン・キホーテの傘下に入る前の2006年（平成18年）3月6日の段階で、集客力を期待して同社の店舗を2階にテナントとして導入することが決まっていた店舗だった[25]。

#### 福島県

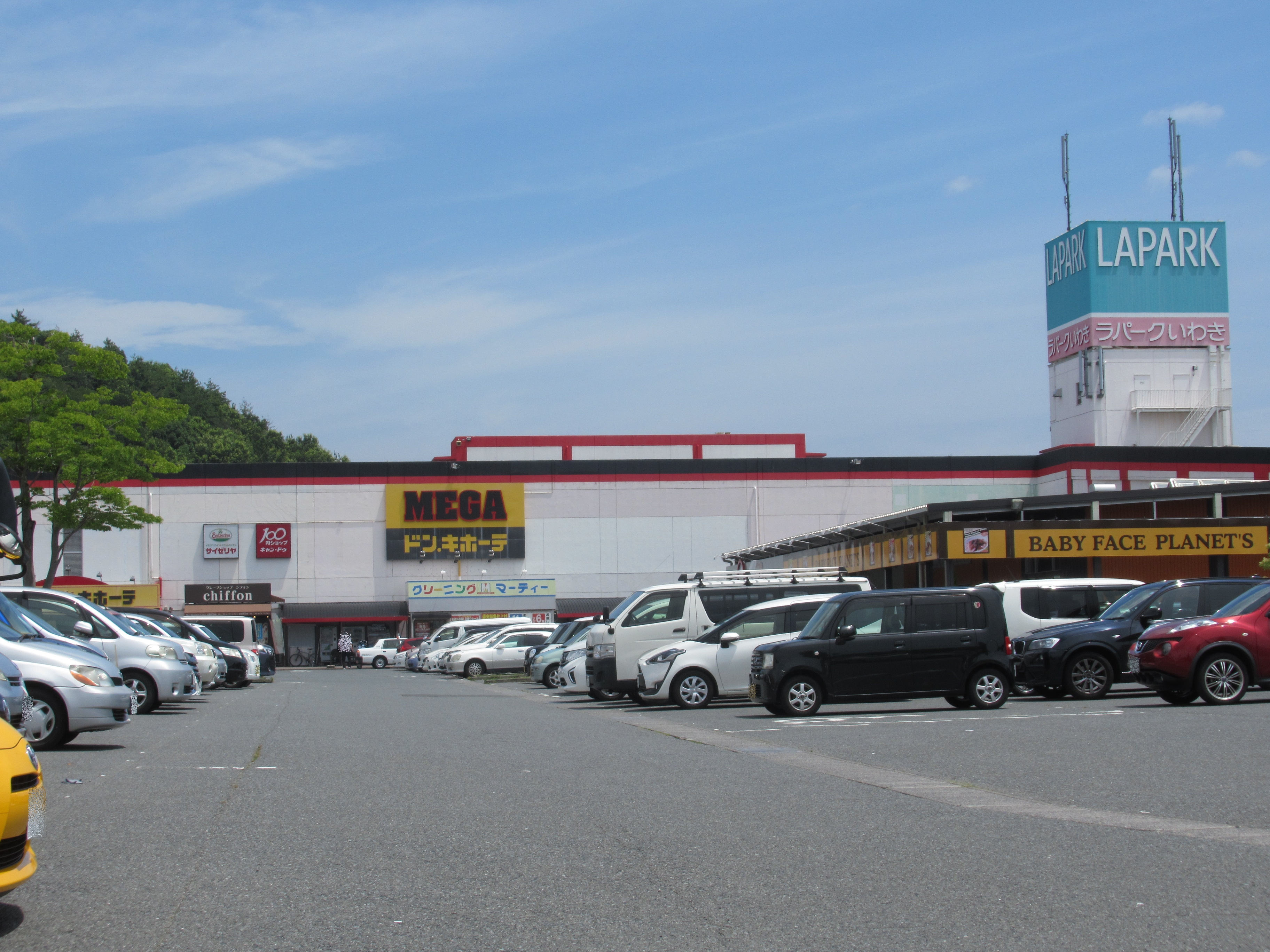
ラパークいわき（MEGAドン・キホーテいわき店）

- ラパークいわき店（いわき市中央台飯野[26]、1996年（平成8年）3月28日開店[27]）
直営部分は2009年（平成21年）3月1日から一時閉店し[26][28]、3月27日にMEGAドン・キホーテラパークいわき店に業態転換[29]
いわき市のいわきニュータウンにホームセンター・カスミや家電量販店のラオックス、生鮮食品専門店のダイナマート、酒類ディスカウントストアのジャパリカーなどの準核店舗を複数併設した同社初のパワーセンター型ショッピングセンターとして開業したコミュニティーパワーセンター・ラパークいわきの核店舗の総合スーパーとして開業した[27]。

### 関東

#### 茨城県
- 上水戸店（茨城県水戸市上水戸2-9-10[30][31]、1999年（平成11年）6月17日開店[30][32]
→2009年（平成21年）3月13日にMEGAドン・キホーテ上水戸店に業態転換[33]
敷地面積約9,512m2[34]、地上2階建[31]、店舗面積約13,362m2[30]（直営売場面積約9,400m2[31]）
茨城交通上水戸駅跡地で同社がデベロッパーとなっていた「茨交デーリーショッピングセンター」の核店舗として出店[34]。

#### 栃木県

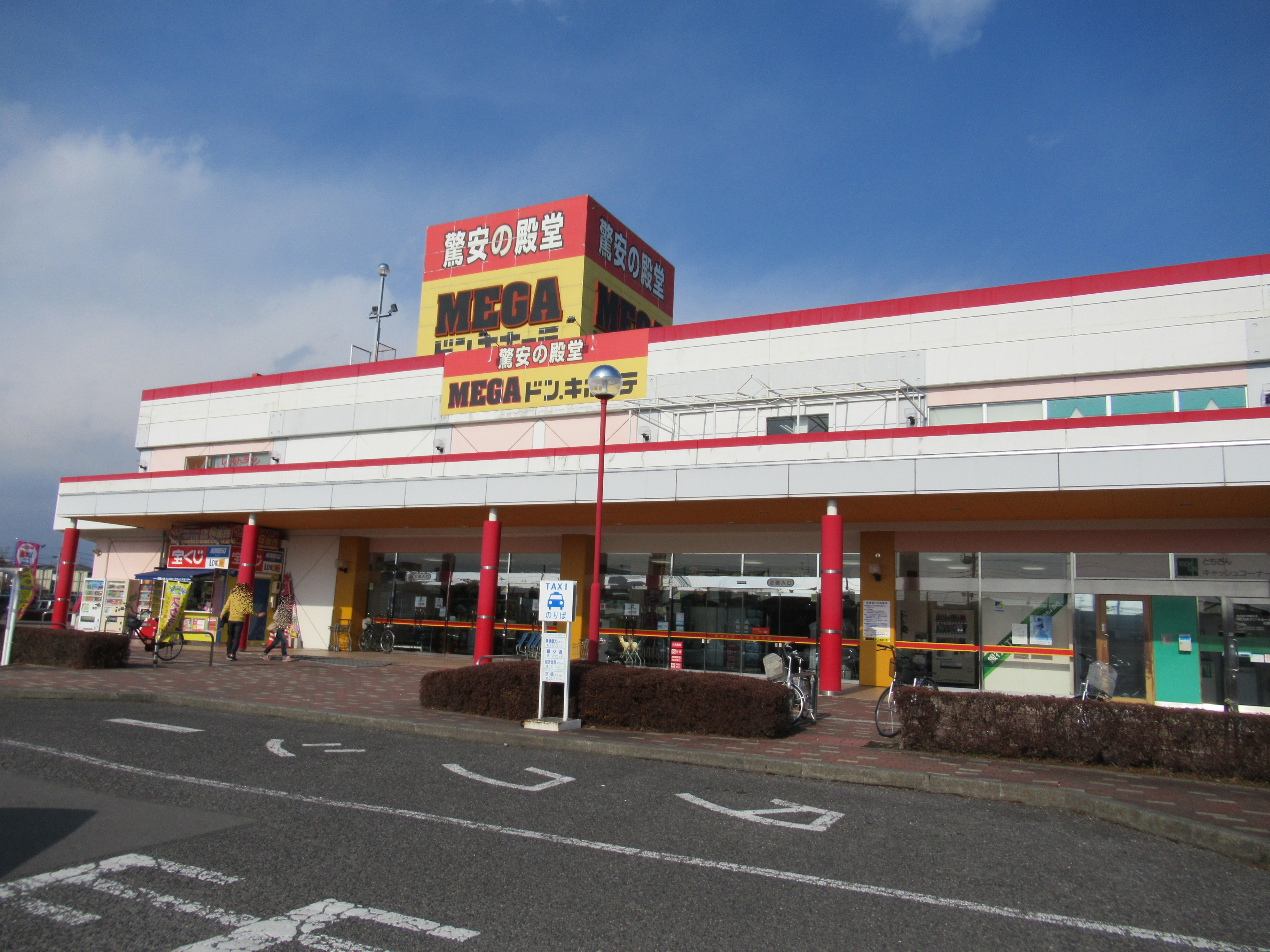
MEGAドン・キホーテ黒磯店（ラパーク黒磯）

- ラパーク黒磯店（黒磯市材木町3-5[35]、1992年（平成4年）10月16日開店[35][36]、黒磯市材木町3番5号[36]、店舗面積約8,612m2[36]）
敷地面積約13,193.80m2[35]、鉄筋コンクリート造地上3階建て[35]、延べ床面積約13,123.55m2[35]、店舗面積約6,567m2[37]、駐車台数約1,300台[35]。
→2009年（平成21年）5月1日にMEGAドン・キホーテ黒磯店に業態転換[38]
- ラパーク宇都宮店(2代目)（宇都宮市馬場通り2丁目[39]、2003年（平成15年）11月21日開店[40]）
→2010年（平成22年）8月7日にMEGAドン・キホーテラパーク宇都宮店に業態転換（1-3階、売場面積5,187.7m2）[41]
2002年（平成14年）12月に閉店した西武百貨店宇都宮店跡への居抜き出店を行った直営売場面積約6,500m2の店舗で[40] テナントの専門店を含む全体の売場面積約19,400m2で[42] 開業した。（宇都宮駅斎藤会館内[43]）

#### 群馬県

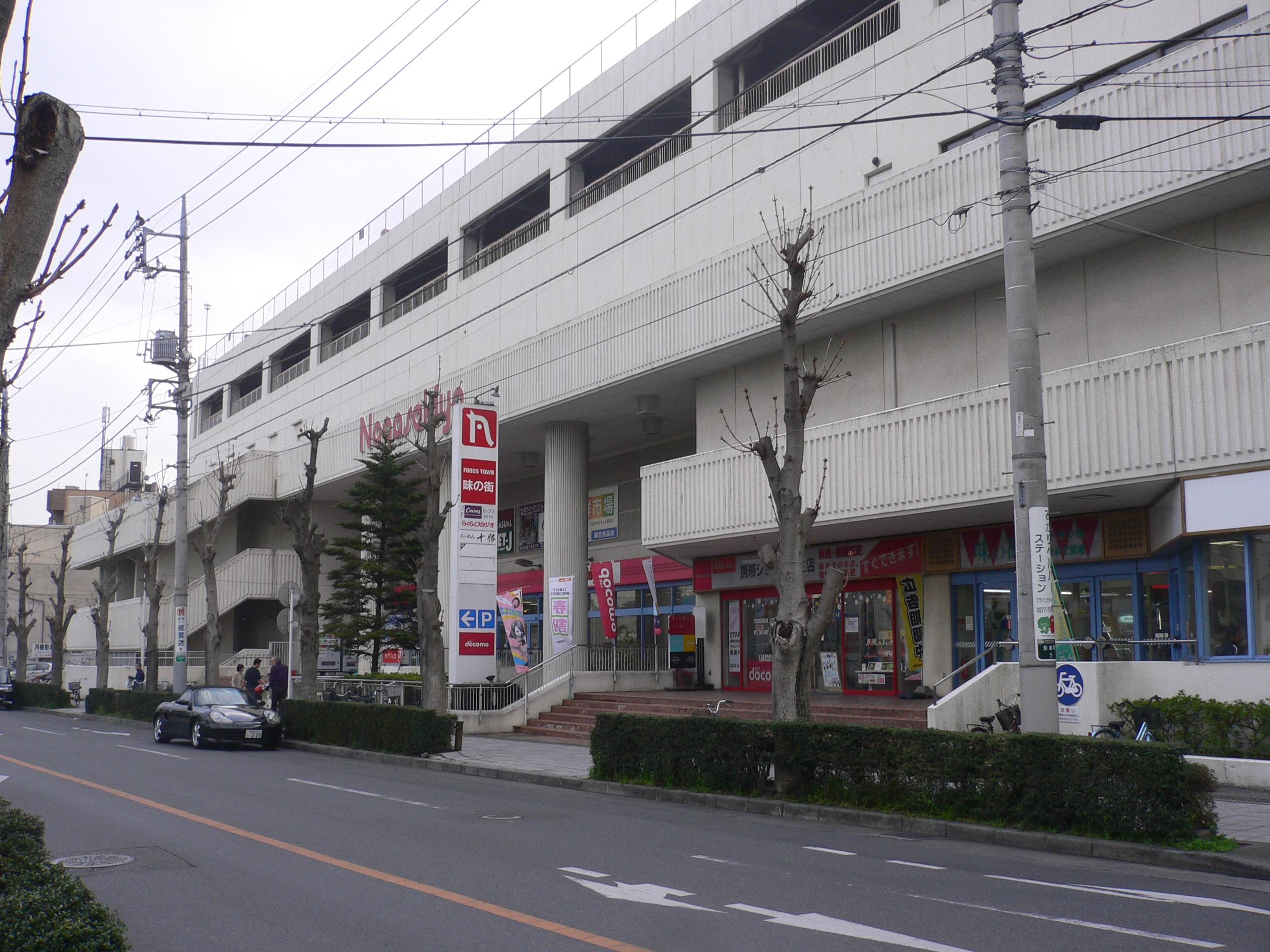
長崎屋桐生店（2010年4月）

- 桐生店（2代目）（桐生市永楽町4-1188-1[44]、1982年（昭和57年）3月20日開店[44]）
敷地面積約11,414m2[44]、延べ床面積約37,089m2[44]、店舗面積約13,592m2[44]（直営店舗面積約12,100m2[44]）、駐車台数約750台[44]。
桐生市本町6丁目にあった初代桐生店を移転する形で現在地で開業し[45]、地上4階地下1階の建物のうち駐車場となっている4階を除いた各階に直営売り場面積約8,997m2と約50店のテナント部分の売り場面積約6,123m2を持ち[46]、桐生市末広町商店街の集客の核として機能している店舗である[46]。
テナント部分はほぼ既存のまま残しながら直営売場を改装し[46]、直営部分は2010年（平成22年）6月16日にMEGAドン・キホーテ桐生店に業態転換した[16]。
おりひめバスのバス停名は、「MEGAドン・キホーテ」に改称後もしばらくは「長崎屋」のままになっていた。2015年（平成27年）4月1日より「MEGAドン・キホーテ」に改称した[広報 1]。

#### 埼玉県
- 浦和店（浦和市原山4丁目3−3[47]、1984年（昭和59年）9月23日開店[48]）
敷地面積約7,785m2[47]、鉄筋コンクリート造地下1階地上3階建て塔屋1階[47]、延べ床面積約32,612m2[47]、店舗面積約19,205m2[47]（直営店舗面積約7,467m2[47]）、駐車台数約700台[47]。
→2010年（平成22年）5月1日にドン・キホーテ浦和原山店に業態転換[49][50]→2011年（平成23年）2月にMEGAドン・キホーテ浦和原山店に業態転換[51]
「三信倉庫」がデベロッパーとなった「原山ショッピングプラザ」の核店舗として出店し、開業時の1階食品売り場は与野フードセンターが近隣の原山店を移転する形で出店した[52]。
ドン・キホーテ業態転換の際に食品売場を与野フードセンターから直営に切替え、2階に夏に冬物、冬に夏物を売るディスカウントストアあべこべ屋を導入した[49]。ドン・キホーテに業態転換したことで売上高は長崎屋時代の約5倍へ増加した[51]。
2011年（平成23年）2月にMEGAドン・キホーテに再度業態転換を行い、2階を雑貨類などを大量に陳列するドン・キホーテ方式の売場とし、1階の衣料品売り場も中高年向けから子供服や若者向け主体に切替えて30代前半を中心顧客とする店舗へ転換し、2011年（平成23年）に長崎屋時代の約6倍でドン・キホーテ時代と比較しても約1.2倍の売上を上げた[51]。
- 北鴻巣店（鴻巣市箕田3111[53]、1985年（昭和60年）11月[37] 3日開店）
敷地面積約15,440m2[53]、売場面積約8,567m2[23]。
既存商店街から約3㎞離れた「大阪酸素工業」所有地への出店[53]。
→2008年（平成20年）8月29日にMEGAドン・キホーテ北鴻巣店に業態転換[54]。

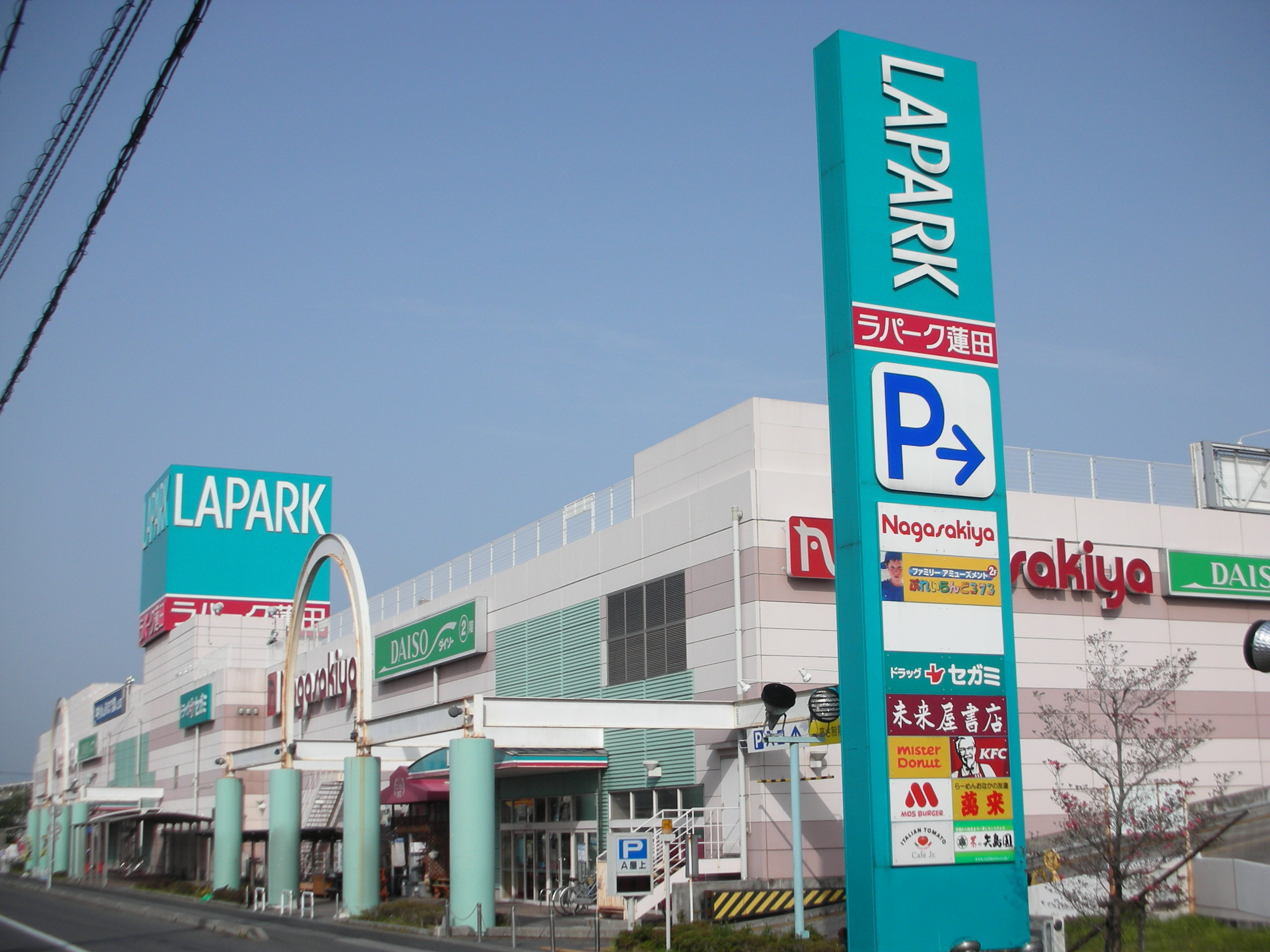
ラパーク蓮田

- 蓮田店（蓮田市東4-4258-2[55]、2000年（平成12年）11月18日開店[56]）
ラパーク蓮田は、店舗面積約13,793m2[57]、延べ床面積約27,422m2[57]。長崎屋の売場面積は約8,214m2[57]。
→2010年（平成22年）11月26日にMEGAドン・キホーテ蓮田店に業態転換[58]
家電量販店のJoshinやドラッグストアのセガミ、未来屋書店など大手チェーン店を入居させたショッピングセンターラパーク蓮田の核店舗として開業[59]。
- ラパーク三郷店（三郷市さつき平1-1-1[60]、1991年（平成3年）11月22日開店[61]）
延べ床面積約26,215m2[60]、店舗面積約14,716m2[60]（直営店舗面積約8,777m2[60]）。
→2008年（平成20年）6月27日にMEGAドン・キホーテ三郷店に業態転換[62]。
MEGAドン・キホーテ業態転換の際に直営の食品売場を導入したことから食品売場を運営していた京成ストアが2008年（平成20年）9月25日をもって撤退することになった[63]。

#### 千葉県
- 柏店（柏市柏1-3-1[64]、1967年（昭和42年）3月17日開店[65]）
店舗面積約1,320m2[66] → 約8,415m2[66]。
休業して増築を行い、1974年（昭和49年）5月に約8,415m2で新装開店した[66]。
→2008年（平成20年）4月ドン・キホーテ柏駅前店[67]。
2003年（平成15年）3月7日に生鮮食品や惣菜を中心に食品売場を20%拡大するなどの改装を行った[68]。
前記のとおり、長崎屋からの転換1号店である。当時、既に国道6号沿いに2003年（平成15年）に開店したドン・キホーテパウ柏店[69]（2008年（平成20年）に増床してMEGAドン・キホーテ柏店へ転換[70]）があったため、「柏駅前店」とした。
- 本八幡店（市川市南八幡4-9-1[71][72]、1970年（昭和45年）10月29日開店[71]）
敷地面積約3,063.97m2[72]、鉄筋コンクリート造地下1階地上7階建て塔屋2階[72]、延べ床面積約15,192m2[71][72]、店舗面積約12,796m2[71]。
2010年（平成22年）3月31日にMEGAドン・キホーテ本八幡店に業態転換[50][73]。
地下1階から地上4階にテナントの専門店を含む全体の売場面積約7,551m2の店舗でうち直営売場は地下1階から地上3階の約4,805m2である[73]。
食品売場のテナントに東急ストア（開店当時の店名は東光ストア）を入居させていたが、直営化のため撤退を依頼して1979年（昭和54年）7月に東急は閉店している[74]。
- ラパーク成東店（1997年（平成9年）11月20日開店[75][76]）
2010年（平成22年）3月5日にMEGAドン・キホーテ成東店に業態転換[77]。
自動車用品店などの大型専門店を同一敷地内に別棟で集積したショッピングセンターの核店舗として開業[76] した2層型の総合スーパーで2階が衣料品中心の売場となっていた[75]。
- 四街道店（千葉県四街道市[78]、1999年（平成11年）3月2日開店[78]）
2008年（平成20年）6月13日にMEGAドン・キホーテラパーク四街道店に業態転換[62]。
JR四街道駅から徒歩15分の場所にある店舗で[51]、長崎屋の中型GMS再生の新業態として開店したMEGAドン・キホーテの1号店で[67]、業態転換した2008年（平成20年）6月に月次売上高が長崎屋時代の約3倍となった[51]。

#### 東京都
- ラパーク瑞江店（江戸川区西瑞江2-1-20[23]、1992年（平成4年）10月1日開店[79]）
ラパーク瑞江は、店舗面積約9,425m2[57]、延べ床面積約22.505m2[57]。長崎屋の売場面積は約5,713m2[57]。
→2009年（平成21年）7月24日にドン・キホーテラパーク瑞江店に業態転換[3]。

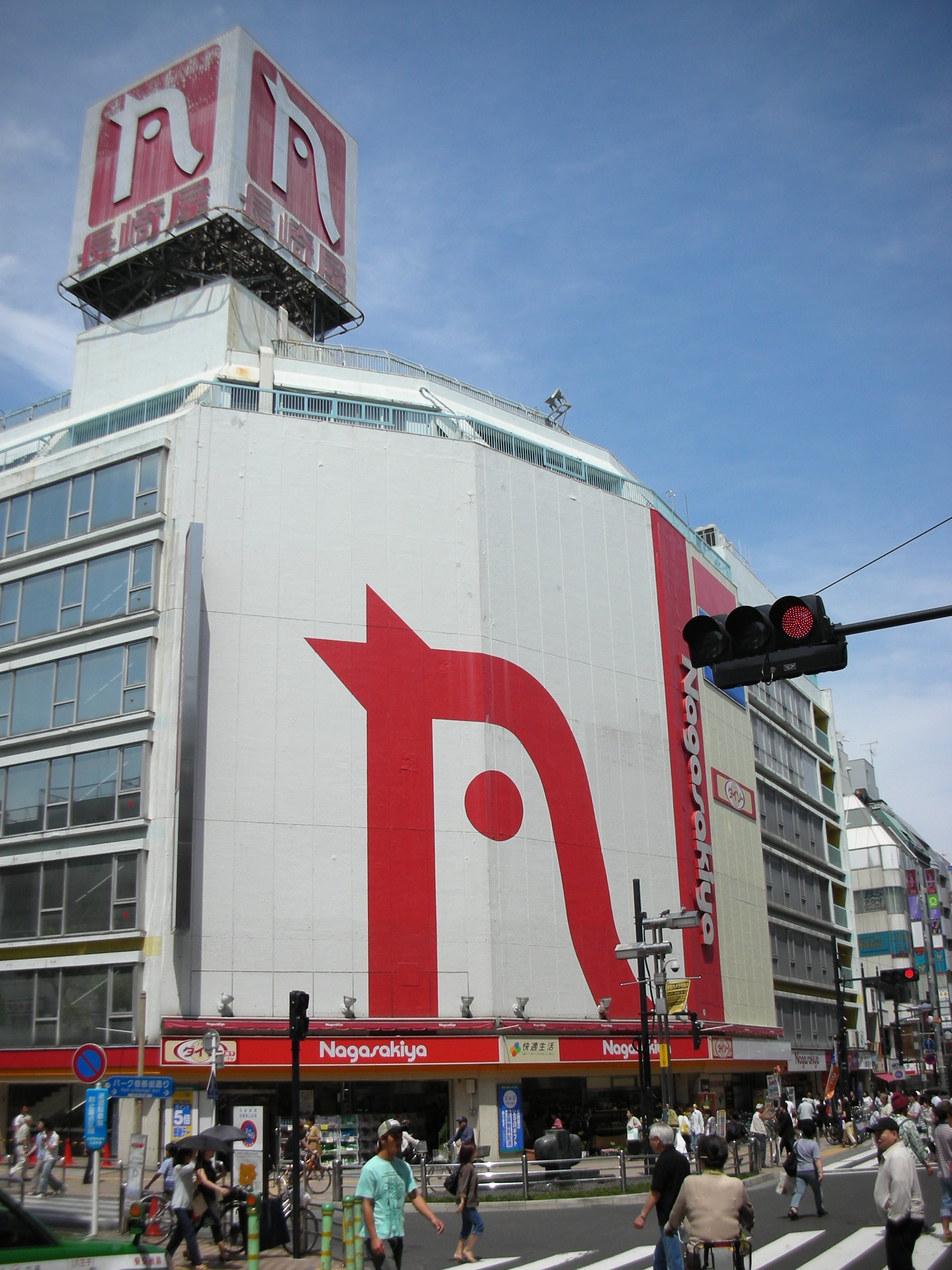
長崎屋八王子店

- （2代目）八王子店（東京都八王子市中町1-3[80][81]、1969年（昭和44年）9月21日開店[82]）
敷地面積約1,348m2[80]、鉄筋コンクリート造地下1階地上8階建て[80]、延べ床面積約13,887m2[80]、店舗面積約7,690m2[80] → 9,285m2[23]。
→2011年（平成23年）7月1日にドン・キホーテ八王子駅前店に業態転換
丸井チハラ跡に建設された多層階の店舗である[82]。再建3年計画の一環として土地と建物を1994年（平成6年）5月に共同開発へ売却したが、その後も賃借に切替えて営業を継続した[81]。

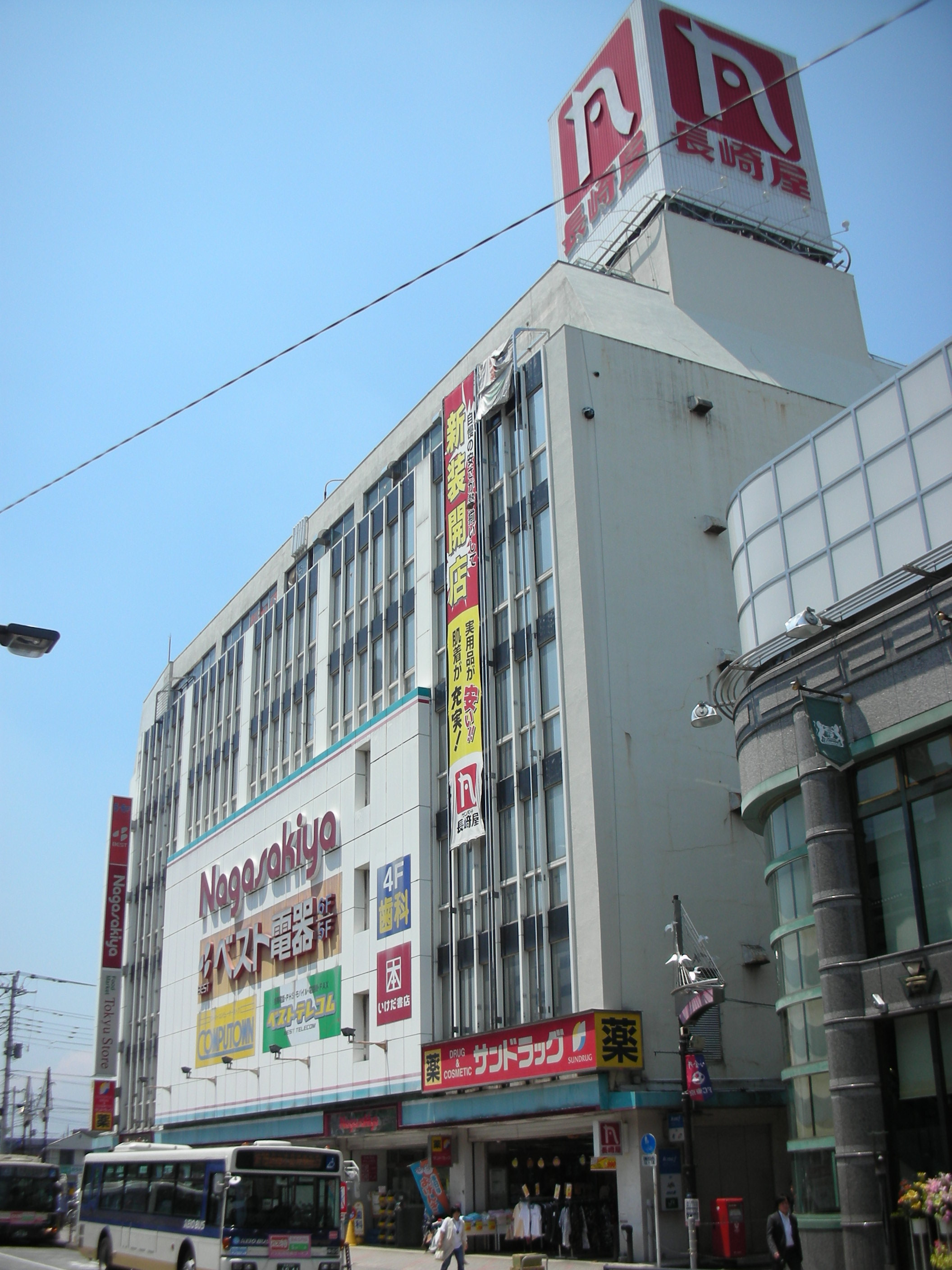
長崎屋小金井店

- （2代目）小金井店（小金井市本町5-11-2[83]（旧・5-178[80]）、1971年（昭和46年）10月29日開店[80][84]）
敷地面積約2,626.039m2[84]、鉄筋コンクリート造地下1階地上7階建て塔屋3階[84]、延べ床面積約15,633m2[84]、店舗面積約11,633m2[84]（当社店舗面積約9,805m2[84]）、駐車台数約56台[84]。
2013年（平成25年）7月10日にMEGAドン・キホーテ武蔵小金井駅前店に業態転換[85]
武蔵小金井駅南側などに大型商業施設が開業した影響で店舗のある北口側の賑わいが失われたことから、店舗とその周辺地区を合わせた再開発を進めるため、2015年（平成27年）に「武蔵小金井駅北口駅前地区市街地再開発準備組合」が設立された[86]。
現店舗は2代目店舗。初代店舗は本町5-18-20に1963年（昭和38年）3月27日に開業[87]。
7階は富士屋商事などグループ会社の事業所となっている[88]。

#### 神奈川県

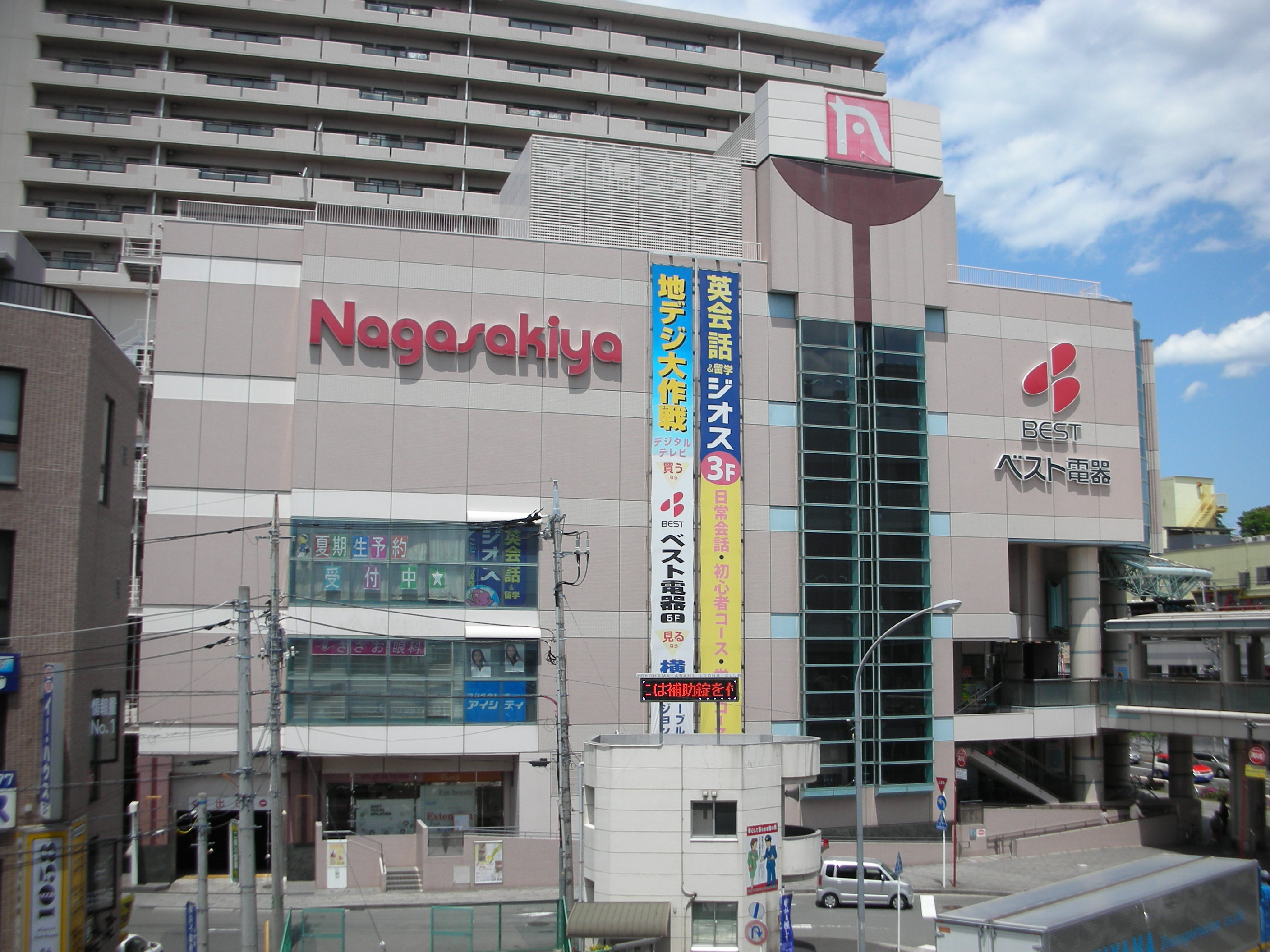
長崎屋二俣川店

- 二俣川店（横浜市旭区二俣川1-43-28[89]、1996年（平成8年）4月18日開店[90]）
敷地面積約6,033m2[89]、鉄骨鉄筋コンクリート造地下2階地上14階建て[89]、延べ床面積約41,459m2[89]、店舗面積約12,552m2[57]。長崎屋の売場面積は約10,695m2[57]。
→2011年（平成23年）9月10日にドン・キホーテ二俣川店に業態転換[91]
横浜市旭区の相模鉄道二俣川駅北口に建設された歩行者デッキで駅と直結した市街地再開発ビルのアルコット二俣川の核店舗として1996年（平成8年）4月18日に開業[90]。
- 溝の口店（川崎市溝ノ口414[92]、1970年（昭和45年）10月31日開店[92]）
敷地面積約3,234m2[92]、鉄筋コンクリート造地下1階地上6階建て[92]、延べ床面積約12,079m2[92]、店舗面積約9,155m2[92]（直営店舗面積約6,122m2[37]）。
→2008年（平成20年）6月20日にドン・キホーテ溝ノ口駅前店に業態転換[67]
食品売場のテナントに東急ストア（開店当時の店名は東光ストア）を入居させていたが、直営化のため撤退を依頼して1979年（昭和54年）7月に東急は閉店している[74]。
- （2代目）小田原店（小田原市栄町2-18[92]、1971年（昭和46年）11月23日開店[92]）
鉄筋コンクリート造地下1階地上6階建て[92]、延べ床面積約9,610m2[92]、店舗面積約5,610m2[92]（直営店舗面積約4,639m2[37]）。
→2009年（平成21年）12月18日にドン・キホーテ小田原店に業態転換[93]

### 中部

#### 新潟県
- 柏崎店（1988年（昭和63年）11月3日開店[94]）
店舗面積約4,775m2[37]。
→2001年（平成13年）6月にラパーク柏崎店に改称・改装[95][96]→2008年（平成20年）10月24日にMEGAドン・キホーテ柏崎店に業態転換[97]
柏崎市東長浜町字東江149にある[98] 藤村が経営するショッピングセンター「アイリータウン柏崎店」の核店舗として[95] 1988年（昭和63年）11月3日に開業した店舗で[98]、売り場面積約9,200m2(うち直営売り場面積約7,300m2)[97]。
2000年（平成12年）1月にアイリータウン柏崎店の経営母体だった藤村が破産したため、営業存続のために長崎屋が2000年（平成12年）2月に自社が会社更生法適用申請をしたにも拘らずショッピングセンターの建物などを落札して取得し、2001年（平成13年）6月に全館改装してラパーク柏崎店に改称し、新装開業した[95]。
2008年（平成20年）9月15日で長崎屋柏崎店として直営していた売場を一旦閉店し[95]、2008年（平成20年）10月24日にMEGAドン・キホーテ柏崎店に業態転換して新装開店した[97]。

#### 石川県
- ラパーク金沢店（石川県金沢市西泉4-15-1[99]、1993年（平成5年）10月21日開店[100]）
敷地面積約43,395m2[99]、延べ床面積約35,182m2[99]、店舗面積約14,800m2[99]（直営店舗面積約9,630m2[99]）。
→2009年（平成21年）7月にMEGAドン・キホーテラパーク金沢店に業態転換[101]
石川県金沢市の中心市街地のひとつ「竪町地区」にて1969年（昭和44年）より開店していた旧金沢店（初代店舗）を、郊外の西泉地区に新築移転する形で開業[102]。

#### 長野県
- 新長野店（長野市高田[103]、1998年（平成10年）3月12日開店[104]→2代目長野店[103]）
→2009年（平成21年）にMEGAドン・キホーテ長野店に業態転換[103] した[105]。
長野駅前にあった旧・長野店を閉店して地元企業が開設した駐車場付の郊外型ショッピングセンターの核店舗として1998年（平成10年）3月12日に開店した[104]。売り場面積約13,600m2[103]。

#### 静岡県
- 浜松可美店（浜名郡可美村東若林11-1[106]、1980年（昭和55年）10月17日開店[106]）
敷地面積約23,917m2[106]、鉄骨造2階建て塔屋2階[106]、延べ床面積約23,593m2[106]、店舗面積約10,604m2[106]（当社店舗面積約7,310m2[106]）、駐車台数約1,000台[106]。
→ 2008年（平成20年）12月12日にMEGAドン・キホーテ浜松可美店に業態転換[107]（浜松市南区東若林町[107]）

### 近畿

#### 大阪府
- 市岡店（大阪市港区弁天町3-13[108]、1983年（昭和58年）9月22日開店[108]）
敷地面積約4,911m2[108][54]、鉄筋コンクリート造地下1階地上3階建て塔屋2階[108]、延べ床面積約20,020m2[108]、店舗面積約6,310m2[108]（当社店舗面積約5,401m2[108]）、駐車台数約370台[108]。
→2008年（平成20年）9月26日にMEGAドン・キホーテ弁天町店に業態転換[54][109]
地下1階から2階に売場を持つ店舗である[54]。

### 屋号を継続しながらドン・キホーテを導入した店舗

#### 北海道
- 小樽店（小樽市稲穂2-20-1[110]、1975年（昭和50年）4月3日開店[111]）
敷地面積約5,148m2[110]、鉄筋コンクリート造地下1階地上7階建て塔屋2階[110]、延べ床面積約26,829m2[110]、店舗面積約9,008m2[110]（当社店舗面積約6,210m2[110]）、駐車台数約124台[110]。
→2011年（平成23年）にドン・キホーテ小樽店を導入[112]
北海道小樽市の小樽駅前地区市街地再開発事業の中核施設であるショッピングセンター・サンポートの核店舗として地下1階から地上3階までを使った店舗面積約12,066m2の店舗で1975年（昭和50年）4月に開店した[113]。
また、隣には立体駐車場があり、その2階に長崎屋北海道本部も併設していた。

#### 青森県

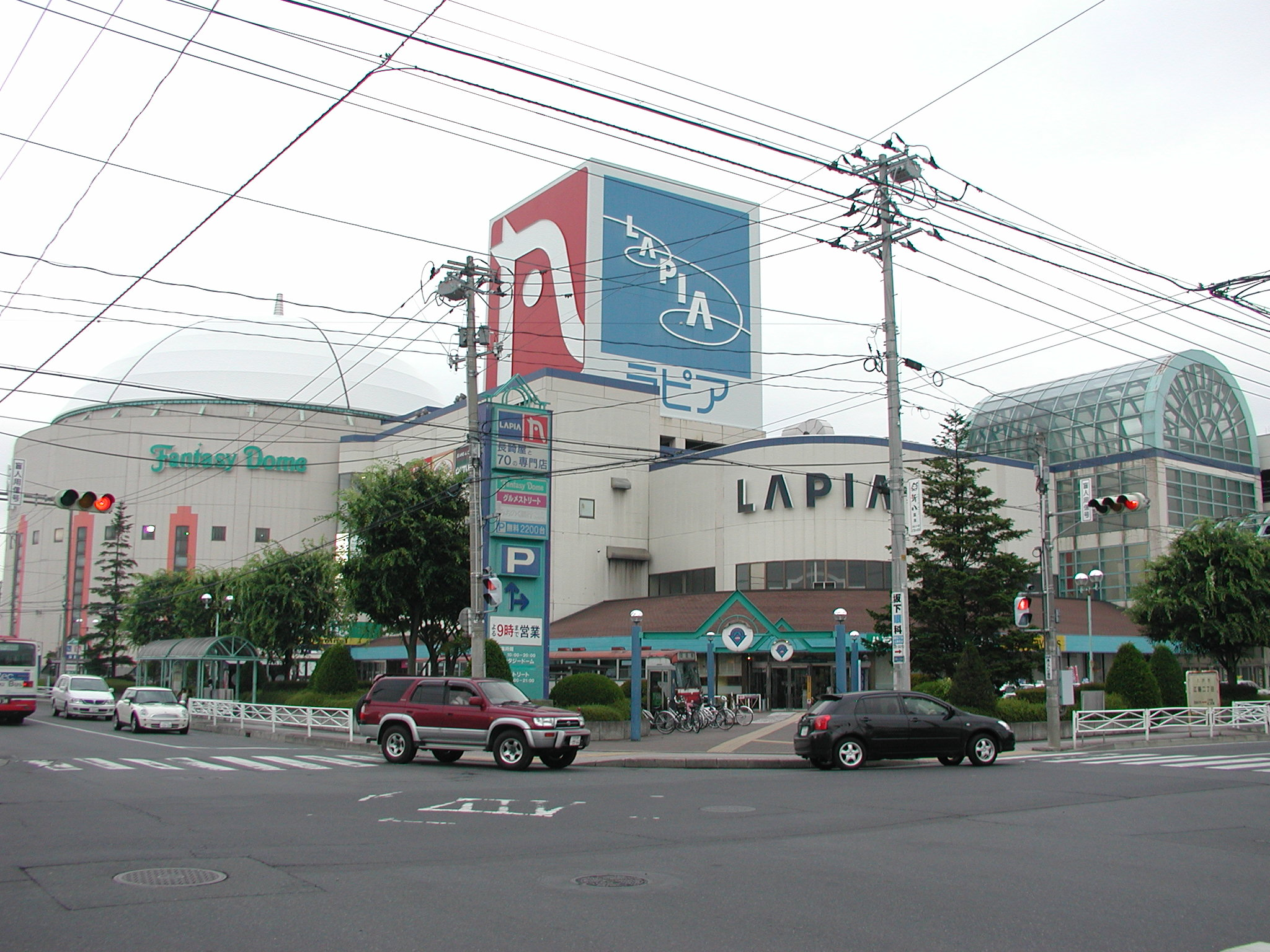
八戸店が入る「八戸ラピア」

- （2代目）八戸店（八戸市江陽2-14-1[114]、1990年（平成2年）11月2日開店[114]）
八戸ラピアは地下1階・地上3階建てで[114]、敷地面積24,868m2[114]、延べ床面積約59,460m2[114]。長崎屋の売場面積は約12,000m2[114]。
2010年（平成22年）12月3日に3階部分をドン・キホーテ八戸店に業態転換[115]。
八戸市江陽2丁目に八戸市内初の本格的な郊外型ショッピングセンターとして開業した八戸ラピアの核店舗として八戸市の中心市街地の八日町の店舗を閉鎖して移転する形で開業した店舗である[116]。
3階部分のみドン・キホーテ八戸店に業態転換したため1階と2階は引き続き長崎屋八戸店として営業している[115]。

### 屋号を継続しながらドン・キホーテを導入したのち、MEGAドン・キホーテ単独店に転換した店舗

#### 北海道
- 室蘭中島店（室蘭市中島町1-19[117]、1978年（昭和53年）4月13日開店[117][118]）
敷地面積約8,694m2[117]、鉄筋コンクリート造地上3階建て塔屋1階[117]、延べ床面積約18,119m2[117]、店舗面積約11,335m2[117]（当社店舗面積約7,013m2[117]）、駐車台数約500台[117]。
セブン（本社室蘭市）所有のボウリング場後に建設したビルの核店舗として出店[118]。開業時には食料品部門はサンドール北海道であった[118]。
3階の約2,600m2にドン・キホーテ室蘭中島店を導入し[119]、2010年（平成22年）11月5日に新装開店した[120]。ドン・キホーテによる買収後では初めて長崎屋としての店舗を存続しながらドン・キホーテを一部フロアに導入した店舗である[121]。
2013年（平成25年）1月18日から室蘭同中央店が2012年（平成24年）8月に閉店したことに伴い、同店を利用していた客が当店に買い物に来るのを支援するため、蘭西地区の住民を対象とした配送無料などのサービスを開始した[122]。
2020年4月22日、23日は改装工事のため長崎屋とドン・キホーテの売り場のみ休業し4月24日、MEGAドン・キホーテ室蘭中島店としてオープン。長崎屋としての営業は終了した[123]。

#### 茨城県
- 勝田店（勝田市石川町1-1[124]、1983年（昭和58年）11月20日開店[125]）
地上2階建て[125]。店舗面積約9,507m2[125]。
2011年（平成23年）6月17日に[126]2階の一部をドン・キホーテ勝田店に業態転換[広報 2]（ただし、2011年6月期の決算業績説明資料ではMEGAドン・キホーテと記載されている[広報 3]）。
その後、2024年内に長崎屋公式サイトにおいて、店舗名としての長崎屋の一覧から削除されている（MEGAドン・キホーテの店舗としてのみ記載）[注釈 1]。

#### 大阪府
- 岸和田店（1994年（平成6年）10月20日開店[127]）
ラパーク岸和田として大阪府岸和田市の南海本線春木駅前にあったテザックの工場跡地に開業した。敷地面積約39,732m2。延床面積約65,660m2。店舗面積約16,000m2[127]。
2010年（平成22年）9月23日にドン・キホーテの会員制ホールセールクラブ「ダブルアール（WR）」の1号店が開店した[128]。
2011年（平成23年）5月20日に一部をMEGAドン・キホーテ岸和田店に業態転換[129][広報 4]。
2024年（令和6年）9月27日にMEGAドン・キホーテに統合しリニューアルオープン[130]。

### ドン・キホーテおよびMEGAドン・キホーテに転換した後、閉店した店舗

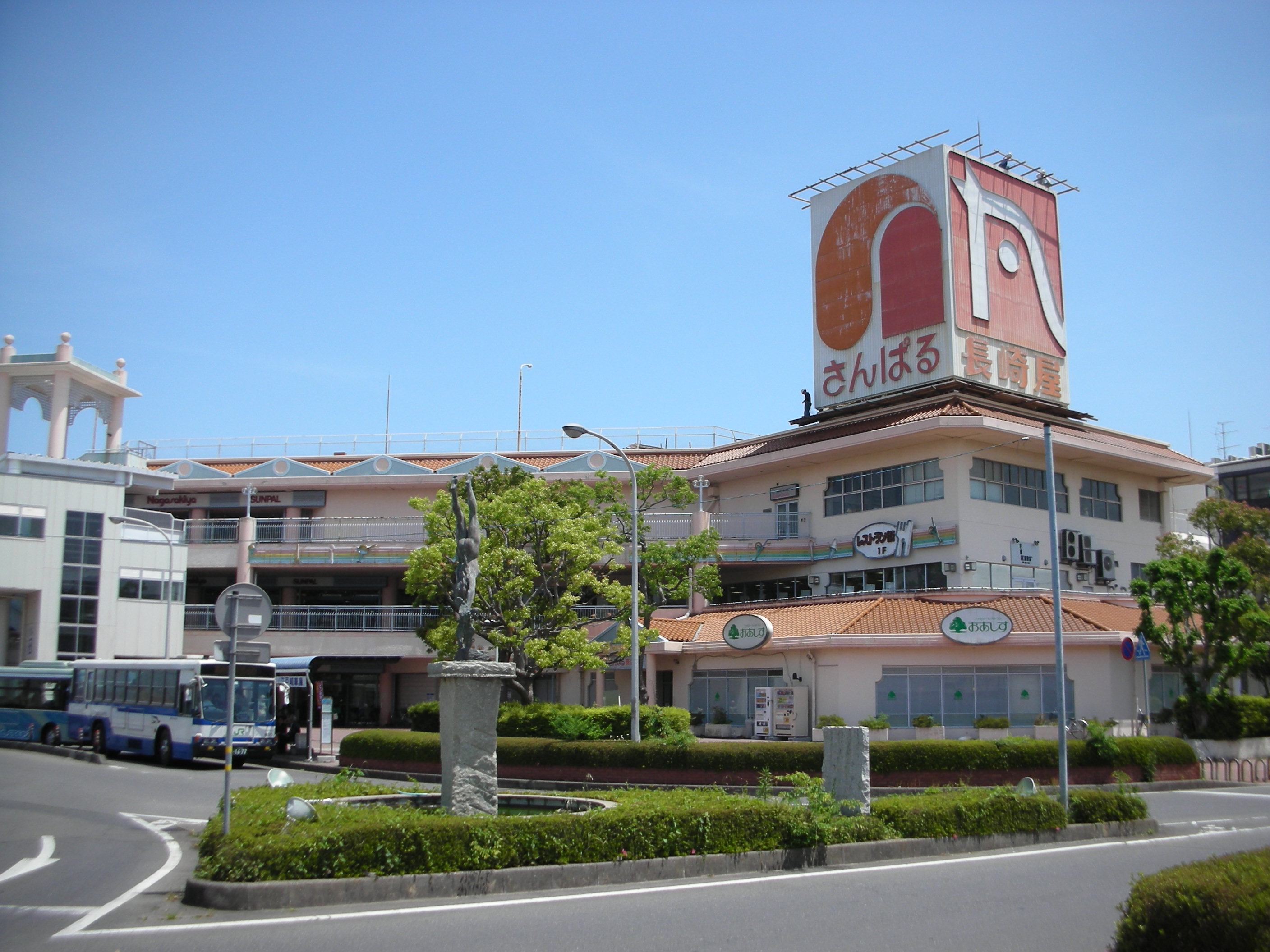
荒川沖店（さんぱる）

- 荒川沖店（土浦市荒川沖東2-7-1[131]、1981年（昭和56年）10月27日開店[131] - 2015年（平成27年）1月4日閉店[132]）
敷地面積約11,018m2[131]、鉄骨鉄筋コンクリート造地上3階建て塔屋2階[131]、延べ床面積約21,562m2[131]、店舗面積約11,155m2[131]（直営店舗面積約7,894m2[131]）、駐車台数約850台[131]。店舗面積約7,689m2[37]。
「さんぱる」の核店舗として出店していた[131]。
2010年（平成22年）6月5日にMEGAドン・キホーテ荒川沖店に業態転換したが[16]、2015年（平成27年）1月4日に閉店[133]。同年1月12日までに「さんぱる」に入居していた専門店も全て閉店し、「さんぱる」全体が閉店することになった[133]。
建物は2017年（平成29年）に解体済み。[要出典]跡地は、近藤直也（当時ジェフユナイテッド市原・千葉所属のJリーガー）が運営するフットサルコート「DO Football Park 荒川沖」として、2017年10月1日開業[広報 5][リンク切れ]。

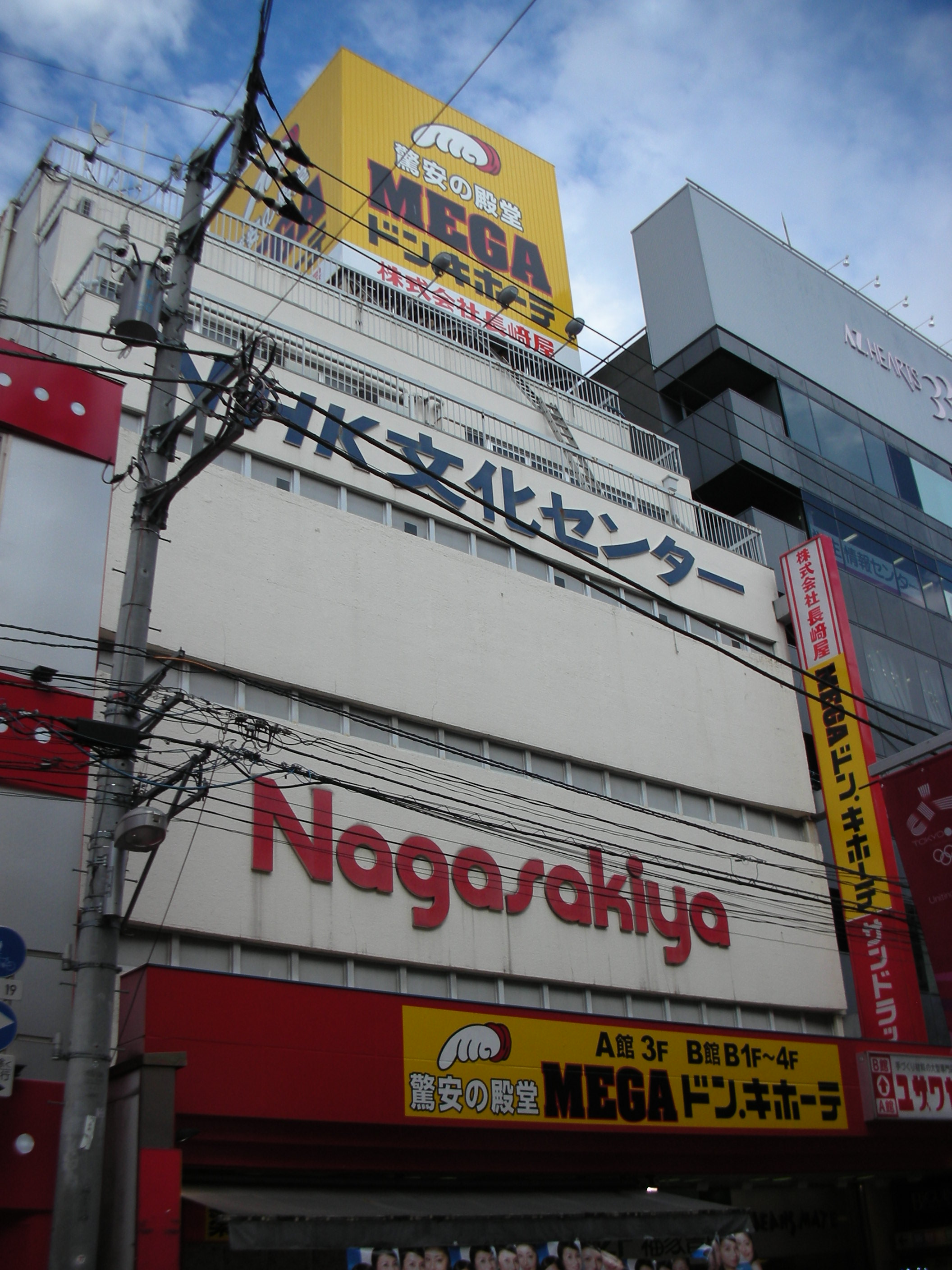
長崎屋町田店

- （2代目）町田店（町田市原町田6-13-21[134]（旧・原町田1121[135]）、1962年（昭和37年）10月開店[135]→2009年（平成21年）2月27日にMEGAドン・キホーテ町田店に業態転換[136]→2011年（平成23年）1月20日閉店[136]

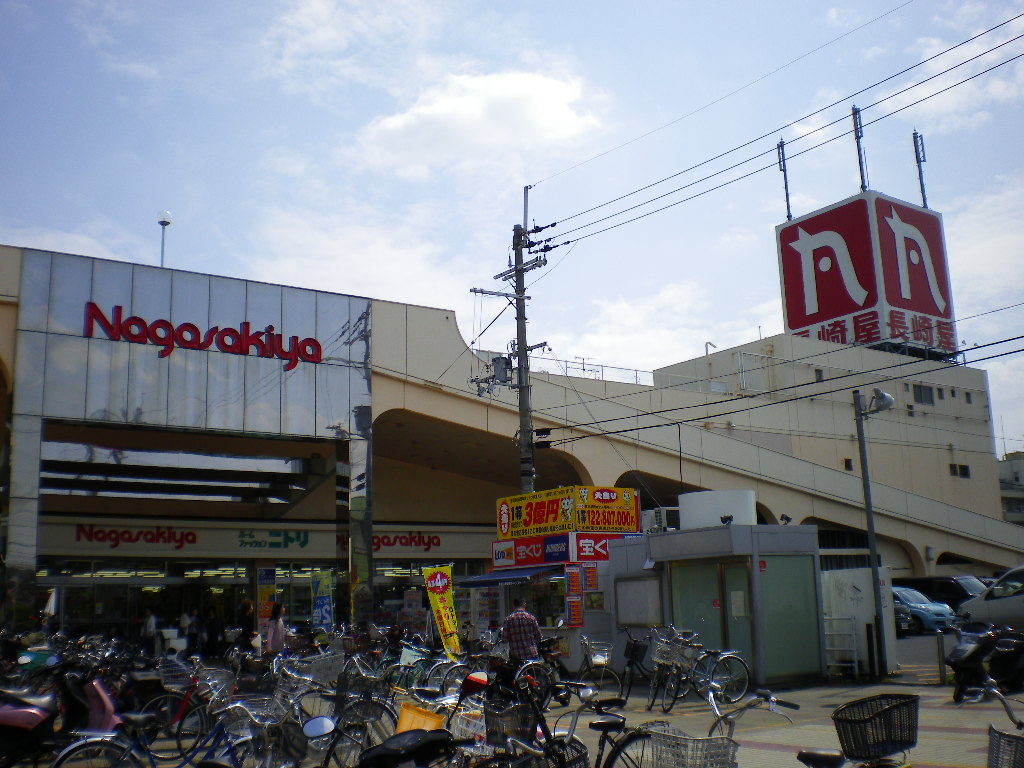
長崎屋瓢箪山店

1968年（昭和43年）9月24日に[137] 鉄筋6階建てに改築して大幅に増床した[134]。
売り場面積約11,016m2（直営売り場面積約は5,246.7m2）の店舗だった[136]。
2011年1月の「MEGAドン・キホーテ」閉店後もサンドラッグや福家書店などをはじめとする一部の専門店が暫く営業を続けていたが、2011年3月に発生した東日本大震災での被災に伴い建物の一部に損傷が発生、同年7月には長崎屋が再オープンする事が発表されたものの、建物改修費用や耐震性などの諸問題からその計画は立ち消えとなり、2013年に建物を解体する事が決定し、営業していた専門店は全て閉店となった。[要出典]

## 過去に存在した店舗

### 北海道
- （初代）札幌店（札幌市中央区南2条西1丁目3[138]、1967年（昭和42年）10月1日開店[139] - 1972年（昭和47年）閉店）
店舗面積1,980m2[138][140]。
長﨑屋が1967年（昭和42年）に北海道に初上陸を果たした店舗であった[134]。1972年（昭和47年）に、近隣に2代目店舗を開設、増床移転したために閉店となった。建物は現存、「北専ビル」となっており、ブックオフ南2条店が入居している[要出典]。

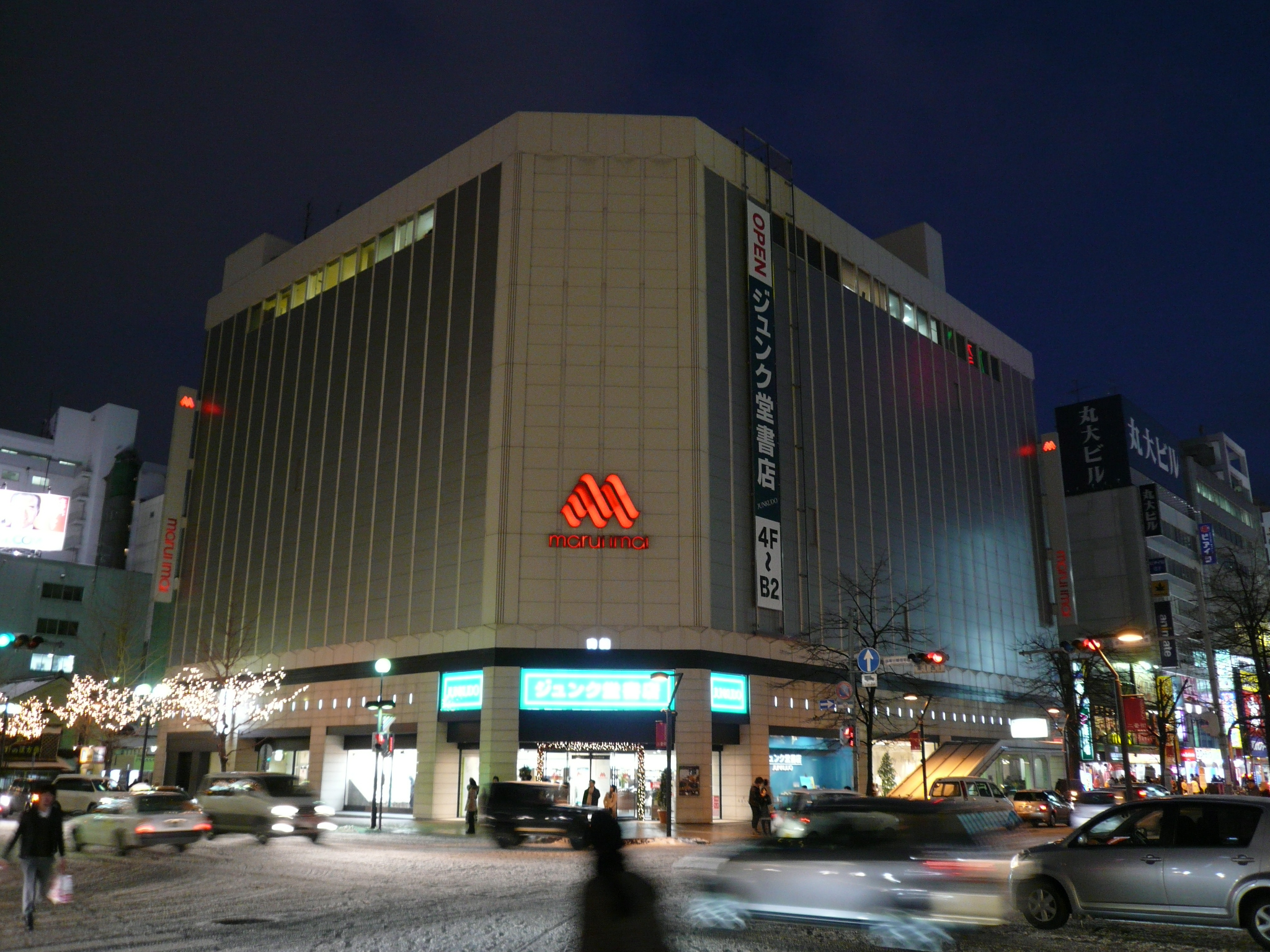
札幌店があった「丸井今井札幌本店南館」

- （2代目）札幌店 → Big-Off札幌店（札幌市中央区南1条西1丁目[141]、1972年（昭和47年）1月27日開店[142]－（2002年（平成14年）2月11日閉店[143]）
店舗面積約5,181m2[141] → 約6,972m2[37]。
開業時には地下2階に札幌フードセンター（売場面積約660m2）が出店していた。
1987年（昭和62年）10月10日にディスカウント店のBig-Off札幌店へ業態転換した[144]。2000年（平成12年）11月23日には約1億円を投じて総菜売り場を約1.5倍に拡張するなど食品売り場を強化する大規模な改装を行ったが[145]、2002年（平成14年）2月11日に閉店となった[143]。
2002年（平成14年）11月8日に丸井今井札幌本店南館となり[146]、2008年（平成20年）12月にジュンク堂書店が出店[147][148]。その後、2018年8月26日をもって丸井今井は同建物から撤退している（ジュンク堂書店などは引き続き入居）[149]。
- ラパーク篠路店（札幌市北区大平12の1[150]、1991年（平成3年）3月29日開店[150]⇒2001年（平成13年）1月閉店[151][152]）
跡地には「カウボーイ篠路店」が2001年（平成13年）11月に開店し[153]、のちにカウボーイのトライアルカンパニー傘下入りにより「スーパーセンタートライアル篠路店」と改称したものの、移転のため2018年（平成30年）8月26日に閉店した[154]。跡地にはMEGAドン・キホーテ篠路店が2019年（平成31年）3月22日に開店した（同店舗の運営は長崎屋ではなく(株)ドン・キホーテが行っている）[155]。
- 釧路店（釧路市幸町14-1[141]、1976年（昭和51年）4月4日開店[156] - 2002年（平成14年）2月11日閉店[156][157]）
店舗面積約5,643m2[141] → 約9,207m2[37]。
店舗跡には建物を所有する地元企業の武田商事が運営する形で[158]、2003年（平成15年）9月6日にアベニュー946が開業した[156][159]。
長崎屋も衣料のみ1テナントとして再出店したが2008年（平成20年）8月再撤退。店舗跡には同年10月16日に「ショウエーアベニュー・クシロ店」が開店[160]。しかしアベニュー946自体も2016年（平成28年）8月31日に閉店した[161]。建物が解体されたのち、跡地にはパチンコ店のベガスベガスが出店を表明[162]、2018年（平成30年）12月28日に「ベガスベガス釧路店」として開店した[広報 6]。
- 倶知安店（虻田郡倶知安町南2条西1-1[163]、2002年（平成14年）2月11日閉店[143]）
店舗面積約1,968m2[164]。
店舗跡には、2002年（平成14年）5月にスーパーJOY倶知安店が出店[165]したものの、これも2012年8月に閉店した[166]。閉店後、建物は解体されたのちに新築され、北雄ラッキーの「ラッキー倶知安店」が2014年3月7日に開店した[167]。
- 小樽奥沢店（小樽市奥沢2-27-4[168]、1982年（昭和57年）3月5日開店[169] - 2002年（平成14年）2月11日閉店[143]）
敷地面積約3,281m2[168]、鉄筋コンクリート造地上2階建て塔屋1階[168]、延べ床面積約4,716m2[168]、店舗面積約2,575m2[168]（当社店舗面積約1,650m2[168]）、駐車台数約80台[168]。
店舗面積約2,570m2[37]。
小樽市奥沢地区の商店街にあった[170]北海製紙（企業としては現・王子ネピア）工場跡に「サンドール北海道」が出店した小樽市初の本格的な郊外型スーパーだった[169]。
店舗跡には、スーパーチェーンシガ奥沢店が2002年12月7日に開店した[171]（その後ラルズへ経営譲渡され、2016年10月6日に店名を「スーパーアークス奥沢店」へ変更[広報 7]）。
- 留萌店（留萌市花園町1-40[172]、1981年（昭和56年）6月24日開店[172] - 2001年（平成13年）1月閉店[151][152]）
敷地面積約4,807m2[172]、鉄筋コンクリート造地上2階建て塔屋1階[172]、延べ床面積約4,290m2[172]、店舗面積約2,505m2[172]（当社店舗面積約1,075m2[172]）、駐車台数約300台[172]。
サンドール北海道（約680m2）と共に核店舗として出店していた[172]。
大型ショッピングセンターとの競争で売上が減少したため、開業から約17年で閉店となった[173]。
店舗跡は売却対象となり[174]、同所ではホッカイドウ競馬のミニ場外馬券場を開設する招致活動が行われ[175]、2004年10月19日に「Aiba留萌」の名称で開業した[広報 8]。しかしこれも2008年12月29日をもって閉鎖された[176]。
- 音更店（河東郡音更町木野大通東10丁目2[177]、1979年（昭和54年）9月27日開店[178] -1998年（平成10年）5月閉店
店舗面積約1,203m2[177]。
店舗は改装されパチンコ店が出店。[要出典][179]

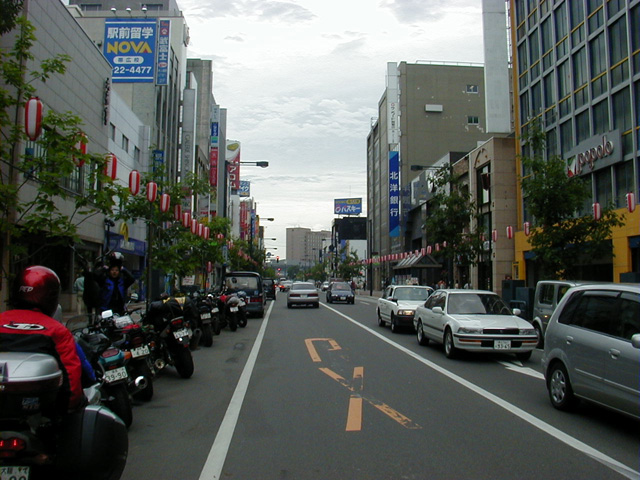
右側手前が（初代）帯広店跡を転用したポポロ

- （初代）帯広店（帯広市西2条南9丁目7[141]、1970年（昭和45年）9月23日開店[180]-1990年（平成2年）閉店）
西2条南9丁目に立地していた映画館「キネマ館（経営母体：夷石チェーン）」および「帯広大映」などの跡地に建設された「いせきビル」（地下1階（帯広キネマ館4代目店舗が入居）・地上7階）にキーテナントとして入居・出店していたが[181]、1990年（平成2年）11月の2代目帯広店（西4南12丁目）新築移転・開店[182] に伴い閉店となった。売り場面積5,240m2[183]。
店舗面積約4,042.5m2[141]。
店舗跡はポポロ帯広（売り場面積4,973m2）として営業していたが[184]、中心商店街の集客力の低下による売り上げ低迷で2002年（平成14年）9月29日に鈴丹が撤退して1階の大半が空き店舗となるなど空洞化が進み[185]、2003年（平成15年）11月末まででビルを所有するいせきグループが同ビル内で経営していたキネマ館も閉館になって[186] 解体され[187]、サルのいる映画館として知られたキネマ館を記念したサルのモニュメントのある駐車場になった[188]。

- （2代目）帯広店（帯広市西4条南12丁目3[189]、1990年（平成2年）11月22日開店[189] - 2023年7月31日閉店[190]）
地上5階建て・塔屋2階[191]。敷地面積25,500m2[189]、延べ床面積80,615.5m2[191]、売場面積12,830m2[189]（直営8,980m2[189]、テナント3,850m2[189]）。駐車台数約1,600台[189]。
1階と5階が駐車場となった建物で、2階から4階の一部には関連会社のサンファンタジーが運営する屋内遊園地「ファンタジードームおびひろ」が併設されて同時に開業した[192]。
2011年（平成23年）11月5日に食品売り場を、直営から地元スーパーマーケットの「フクハラ」の店舗に変更した[193]。
2023年（令和5年）6月14日に店舗の土地・建物を地元企業の「登寿ホールディングス」が取得した[194]。
長崎屋直営売り場が閉店後、営業継続するテナントも2024年（令和6年）3月末をもって閉店する方針が示されている[190]。2023年（令和5年）9月30日には、売り上げが低迷していた食品スーパー「フクハラ」が閉店[195]。2024年（令和6年）3月31日に、同建物で最後まで営業していたダイソーが閉店し、建物自体の営業も終了した[196]。建物は2025年（令和7年）9月までかけて解体される予定である[197]。

- 名寄店（名寄市大通南10[177]、1980年（昭和55年）10月開店[177] - 2001年（平成13年）1月閉店[151][152]）
店舗面積約1,479m2[177]。
- 伊達店（伊達市末永町42-1[198]、1978年（昭和53年）3月開店[198] - 2001年（平成13年）1月閉店[198]）
売場面積1,520m2[23]。
伊達市内初の大規模小売店として開店し、食料品を主力として営業したが、近隣への競合店の進出などで競争が激化して業績が低迷していたところに、同社が会社更生法の適用を申請したため、閉店となった[198]。
店舗跡は、閉店後も同社所有で空き店舗の状態が続いたが売却され、新たな所有者により2004年（平成15年）5月10日から解体工事が行われて駐車場として利用されることになった[198]。
- サンドール伏古店[199] → 伏古店[200]（札幌市東区伏古6条3丁目[199]、）
店舗跡は、1993年（平成5年）11月にラルズが出店した[201]
- サンドール北海道[202] → 北都店[200]（札幌市白石区北郷三条12[202]、）
店舗跡は、1993年（平成5年）12月にラルズが出店した[201]
- もみじ台店（札幌市厚別区もみじ台北5-1[203]、1975年（昭和50年）7月6日開店[204] - 閉店時期不明）
敷地面積約29,869m2[204]、鉄骨鉄筋コンクリート造地上3階建て[204]、延べ床面積約14,439m2[204]、店舗面積約4,986m2[204]（当社店舗面積約777m2[204]）、駐車台数約550台[204]。
「ホクノースーパー」（約1,194m2）と共に公団もみじ台団地内の“もみじ台ショッピングセンター”の核店舗として出店していた[204]。
- （初代）旭川店（旭川市1条通7-47[205][206]、1970年（昭和45年）5月28日開店[205][207] - 1992年（平成4年）閉店[10][11]）
敷地面積約1,320m2[205]、鉄筋コンクリート造地下1階地上7階建て[205][206]、延べ床面積約12,457.5m2[205]、店舗面積約6,342.6m2[205]（直営店舗面積約4,290m2[205] → 約7,600m2[10]）。
旭川駅前の[11]平和通買物公園の一角にあった店舗で[10]、建物は地上7階・地下1階建てだった[208]。1974年（昭和49年）5月には仲通り側に約6932m2増築された[209]。1992年（平成4年）11月1日に北部郊外に「ラパーク旭川」が開業したことに伴いスクラップアンドビルドで閉店となった[10]。店舗面積は約6,930m2[210]。
店舗跡は1993年（平成5年）から丸井マルサによるファッションビル「旭川マルサ」を経て、2002年（平成14年）9月に約60店舗が入居したテナントビル「!EXC（エクス）」となったが、売上の低迷や老朽化に伴う改修費を賄えないとして2014年（平成26年）3月末に閉店した[211][212]。
老朽化による耐震性の問題から1階部分のみ利用することになり、同年7月末に「ツルハドラッグ旭川買物公園通店」（売場面積約830m2）[211]、「ラオックス旭川駅前通り店」（売場面積約550m2）が[211] 同年9月19日に出店した[213]。しかし「ツルハ」も2020年（令和2年）5月末に閉店。地元の地権者5者と大和ハウス工業が売買契約を結び、同年9月から解体開始。跡地には2023年（令和5年）末に25階建て複合高層マンションが建設される予定である[209]。
- （初代）苫小牧店（苫小牧市木場町18[141]、1973年（昭和48年）10月27日開店[214] - 1998年（平成10年）1月15日閉店[215]）
岩倉組の木材工場跡地に出店した、地下1階地上2階建て、延べ床面積25,500m2[216]、売り場面積9,900m2の店舗であった。1998年（平成10年）に、閉鎖された屋内遊園地ファンタジードーム跡に店舗を移転し、同年2月から閉鎖された[217]。
閉店後、施設は「九段エステート」に売却され、当初2000年（平成12年）10月2日に「トマ・モール」としてオープンする予定となった[217]。しかし出店予定だった中核テナントの撤退、出店手続きの変更に伴い、全館オープンは2001年（平成13年）10月以降となった[217][218]。しかし駅前の空洞化などにより徐々に空き店舗が増え、最後まで残ったパチンコ店も2015年（平成27年）11月に閉店した[広報 9]。その後建物と土地はマルハンが取得し[219]、2017年（平成29年）1月から解体工事を開始[216]。しかし、アスベスト飛散防止対策の不備により、工事は2019年（令和元年）11月18日に再開するまで2年間中断した[220]。2020年（令和2年）3月ごろに解体が完了し、跡地には「マルハンパチンコ」が建設された[221]。

- サンロード苫小牧店（苫小牧市木場町18[222]、1979年（昭和54年）11月開店[222]）
店舗面積約333m2[222]。
長崎屋苫小牧店（初代）に併設[223]。

- 室蘭中央店 （室蘭市中央町3-1-8[224]、1981年（昭和56年）4月15日開店[118] - 2012年（平成24年）8月31日閉店[225]）
室蘭中島店と同じ地元のセブンが道南バス本社跡に建設したビルへ出店する形で開業した[118]。
室蘭ファミリーデパート桐屋や丸井今井室蘭支店と同日に、同じ売り場面積7,000m2で開業した[118]。
地域の人口減の影響など年々減少していた売上を地道な店舗改革で回復させて2009年（平成21年）には売り上げの伸び率が、長﨑屋全店のトップになり、2011年（平成23年）現在黒字経営を続けていた[226]。
店舗の土地と建物を所有するキョウデンエリアネット[227] と老朽化した店舗の修繕費などの支払いに関して民事訴訟に発展して[228] 収拾のめどがつかないことを理由に2012年（平成24年）1月31日で閉店すると親会社のドン・キホーテが正式に発表した[226]
地元住民側の強い存続要請もあり2011年（平成23年）11月22日に2012年（平成24年）5月末閉店となり[228]、2012年（平成24年）4月13日には8月末となる[227] など閉店予定日を2度延期された。
店舗跡の土地と建物は2013年（平成25年）12月にスーパー大手アークスグループのラルズが取得[229]。
2014年（平成26年）7月25日に1階にラルズがスーパーの「スーパーアークス室蘭中央店」が先行して開業し[230]、同年10月4日には2階に「スイートデコレーション室蘭店」が開業した[231]。

- サンドール北海道栗山店（夕張郡栗山町中央2-288[232]

### 東北

#### 青森県
- （初代）八戸店（八戸市八日町44[206][64]、1970年（昭和45年）11月6日開店[233] - 1990年（平成2年）x月閉店（後に同年11月に八戸ラピアの核テナントとして郊外移転）、その後パチンコ店「オメガ」とゲームセンター「ギガパレス」（いずれも「ユニコム」運営）が入居したが、2006年（平成18年）3月末で営業許可を返上し閉店。以降空店舗状態が続きビルは不動産会社が所得し売却。）
敷地面積約1,898m2[206] → 約1,650m2[234]、鉄筋コンクリート造地下1階地上8階建て[206]、延べ床面積約13,395m2[206]、店舗面積約9,138m2[206]（直営店舗面積約5,491.2m2[64]）。
開業時の地下の食品売り場は地元のスーパーの「中央スーパー」が運営していた[235]。
店舗跡は2006年（平成18年）春から空きビルとなり[234]、2012年（平成24年）1月27日付で地元八戸市に本拠を置く建設業の田名部組が取得し[234]、2013年（平成25年）春にも解体工事に着手して2015年（平成27年）中の開業を目指して[236] 自社の本社を含む事務所[234] や商業施設と賃貸マンションなどで構成される16階建ての複合施設を建設する計画が進められている[236]。
跡地には2020年（令和2年）に地上13階建てのマンションと商業・オフィス（1階部分）の複合施設として「DEVELD八日町」が竣工した[237]。
- 三沢店（三沢市大町2-2-27[238]、1981年（昭和56年）10月29日開店[239] [37] - 2001年（平成13年）1月21日閉店[240]）
店舗面積約3,657m2[238]。
長崎屋100店目としてオープンした[239]。
建物は3階建てであり、開業当時は三沢市内で最大の売場面積であった[239]。
三沢市のスーパー・佐藤食料品店と長崎屋の共同出資により「サンドール青森」が設立され、1階に入居し総合食料品を取り扱っていた[239]。後に食品売場は「100円ショップ ダイソー」に転換されている。
閉店後ジャスコの出店も計画されていたが変更され、マックスバリュ三沢大町店がオープン。[要出典]

#### 秋田県
- （初代）秋田店（秋田市中通1-4-5[64]、1969年（昭和44年）開店[241]-1981年（昭和56年）9月30日閉店[242]）
店舗面積約2,844.6m2[64]。
秋田市中通の古沢ビル内に存在していた[241]。
2代目秋田店（現・ドン.キホーテ秋田店）は、1986年（昭和61年）11月1日開店[21]。

#### 山形県

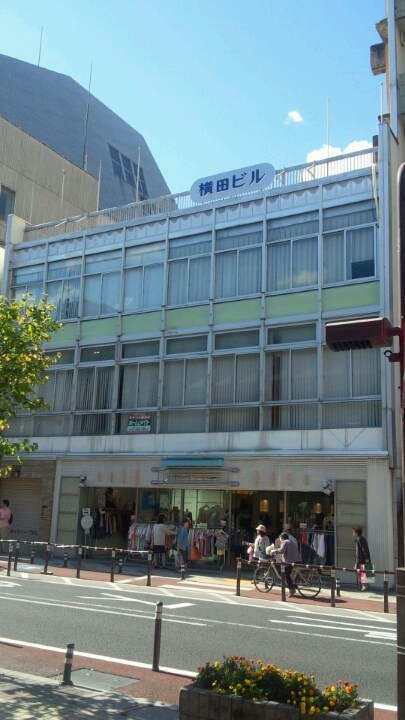
長崎屋山形中央店が入居していた「横田ビル」。

- 山形中央店（山形市七日町1-2-34[64]、1967年（昭和42年）6月25日開店[243]-1980年（昭和55年）閉店[244]、天童へ店舗移転に伴い閉店[244]）
売り場面積1,386m2[243][245]
山形市七日町[244] の横田ビル（大沼の隣）に3階建てで開店した店舗で[246]、（七日町商店街振興組合には昭和40年に加盟[247]。）建物は現存、現在は一階にSUZUTANが1981年（昭和56年）より入居（現在は1階部分のみ）している。[要出典]
大沼や丸久松坂屋の百貨店の他にジャスコや緑屋などもあり、オーバーストア状態となっており競争が激しかったため、1980年（昭和55年）に閉店し、競合する大型店がなかった天童市に移転した[244]。
- 天童店（1980年（昭和55年）4月開店[37] - 2002年（平成14年）2月閉店[248]、天童市鎌田1丁目[249]）
店舗面積約8,718m2[37]。
開業当時は競合する大型店がなかったため村山市や東根市などの買い物客も集めて[248]、1989年（平成元年）には売上高約43億円を上げ[244]、充実した遊戯施設もあったことから子ども連れ家族から支持された[248]。
しかし、その後は郊外に開業した大型店との競合で売上が減少して2002年（平成14年）2月に閉店となった[248]。
店舗跡は閉店後約6年間空きビルとなっていたが[244]、2006年（平成18年）10月に土地と建物を所有していた不動産賃貸業の千恵企画が破産し[249]、2008年（平成20年）2月末に同社の債権者から小野建設が取得して建物を解体し[244]、約6,600m2の跡地は宅地として分譲されることになった[244]。

#### 宮城県
- 宮城三本木店（1996年（平成8年）6月28日開店[250] - 閉店）
JR古川駅から約4.5km離れた、宮城県三本木町の国道4号沿いの約108,000m2の敷地に建てられた、延べ床面積約42,000m2[250]、総売場面積約28,877m2のパワーセンター「カウボーイ三本木店」に[251]、カウボーイと並ぶ核店舗として出店[251]。売場面積約6,533m2の中商圏を対象とした総合スーパーだったが[251]、開業当初から売上が目標を下回って苦戦していた[251]。
- 宮城多賀城店（多賀城市中央2-5-1[252]、1987年（昭和62年）6月開店[252] - 2002年（平成14年）9月30日閉店[253]）
地上4階建て[252]、店舗面積約8,998m2[252]。閉店後、旧店舗敷地約5,600m2のうち同社が所有していた約1,500m2は、2008年（平成20年）に仙台市の医療法人松田会に売却され、同会が旧店舗建物を解体した[254]。

- サンロード多賀城店（多賀城市桜木1-5[222]）
敷地面積約1,320m2[222]、店舗面積約333m2[222]。

- 仙台店 → 仙台シャル店（仙台市青葉区一番町2-5-45[24]（旧・東一番町4-4-30[64]）、1963年（昭和38年）4月25日開店[255] - 2002年（平成14年）9月末閉店[256][257]）
店舗面積3,534m2[255] → 3,534.3m2[64] → 2,976m2[258]。
長崎屋の東北地方1号店[257]。仙台市中心部の一番町にある「三協商事ビル」地上階に核店舗として「長崎屋仙台店」が開店[257]。当初は仙台市中心部唯一の大型スーパーであったが[257]、1970年代にダイエー仙台店（現：イオン仙台店）、ジャスコ仙台店（現：仙台フォーラス）などが進出し競争が激化したため[257]、1983年10月にファッションビル「長崎屋仙台シャル」に業態転換[257]。2000年2月に長崎屋が会社更生法を適用したことに伴い、2002年9月に撤退[257]。
なお、同ビルの地下1階にはオーケー一番町店が出店していたが、ビルの老朽化により2020年（令和2年）5月28日（当初は5月31日閉店予定）をもって閉店した[257][広報 10][259][260][261]。
- 仙台南店 → 仙台バイパス店（仙台市若林区[262]南小泉五ツ谷2-107-3[24]、1974年（昭和49年）4月26日開店[263][264] - 2009年（平成21年）3月8日閉店）
店舗面積約2,932m2[24] → 約4,925m2[262]。
開業時には、東北セルコと提携したスーパーマーケット「サンドール仙台」（店舗面積約792m2）が出店していた[264]。

- サンロード仙台バイパス店（仙台市若林5-1-5-35-1[222]、1979年（昭和54年）11月開店[222]）
敷地面積約3,300m2[222]、店舗面積約363m2[222]。
カー用品店「サンロード」1号店として開店した[265]。

#### 福島県

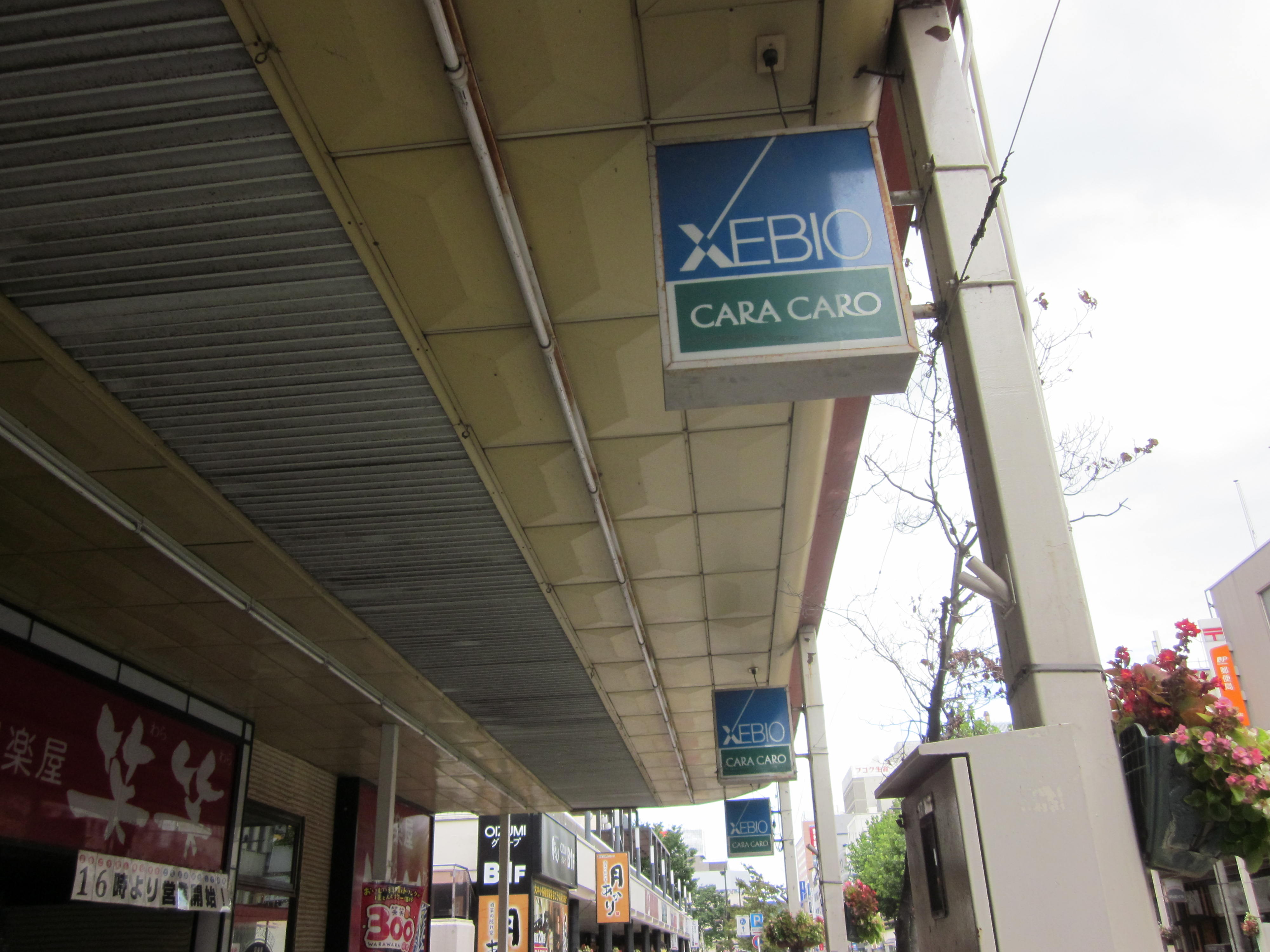
福島駅前通りアーケード内（2017年には看板、アーケード自体も撤去済み）。写真手前左に初代福島店があった。

- （初代）福島店（福島市栄町11-3[64]、1970年（昭和45年）3月6日開店[266] - 1979年（昭和54年）10月閉店[267]）
店舗面積約3,019.5m2[64]。
1979年（昭和54年）10月に隣接地に完成した「ニュー福ビル」に移転して閉店した[267]。店舗跡は1979年（昭和54年）11月3日に「サンキョウ」（後のゼビオ）福島店[267][268] となる。

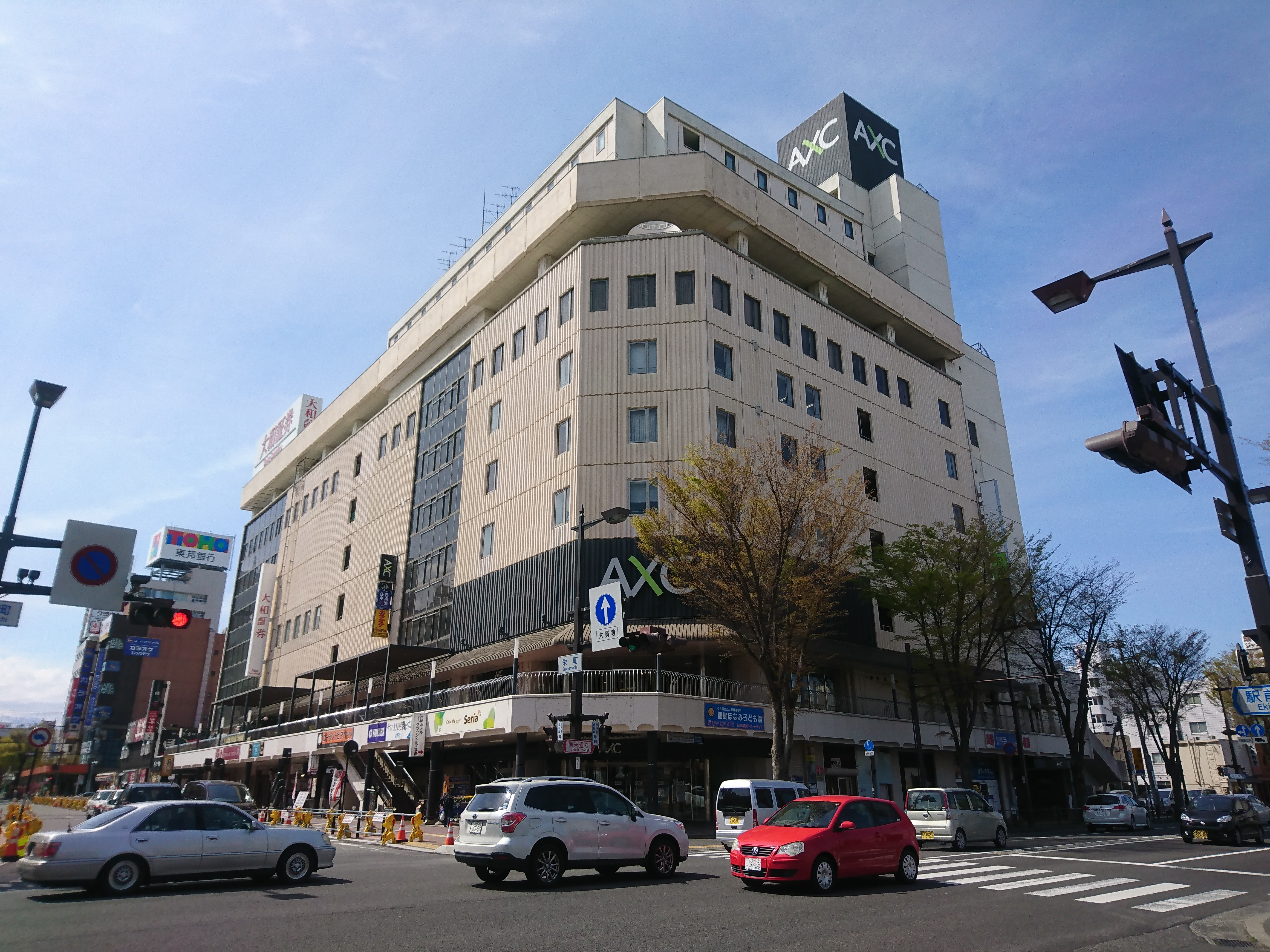
2代目福島店跡地の『AXC』

- （2代目）福島店（福島市栄町11-25[269]、1979年（昭和54年）10月6日開店[270] - 1999年（平成11年）9月23日閉店[271]）
店舗面積約8,071m2[37]。
1979年（昭和54年）10月に初代店舗の隣接地に完成した「ニュー福ビル」に移転して開業した[267]。店舗面積約9,655m2[272]。店舗跡には2008年（平成20年）に複合商業施設「AXC」が開業した[273]。

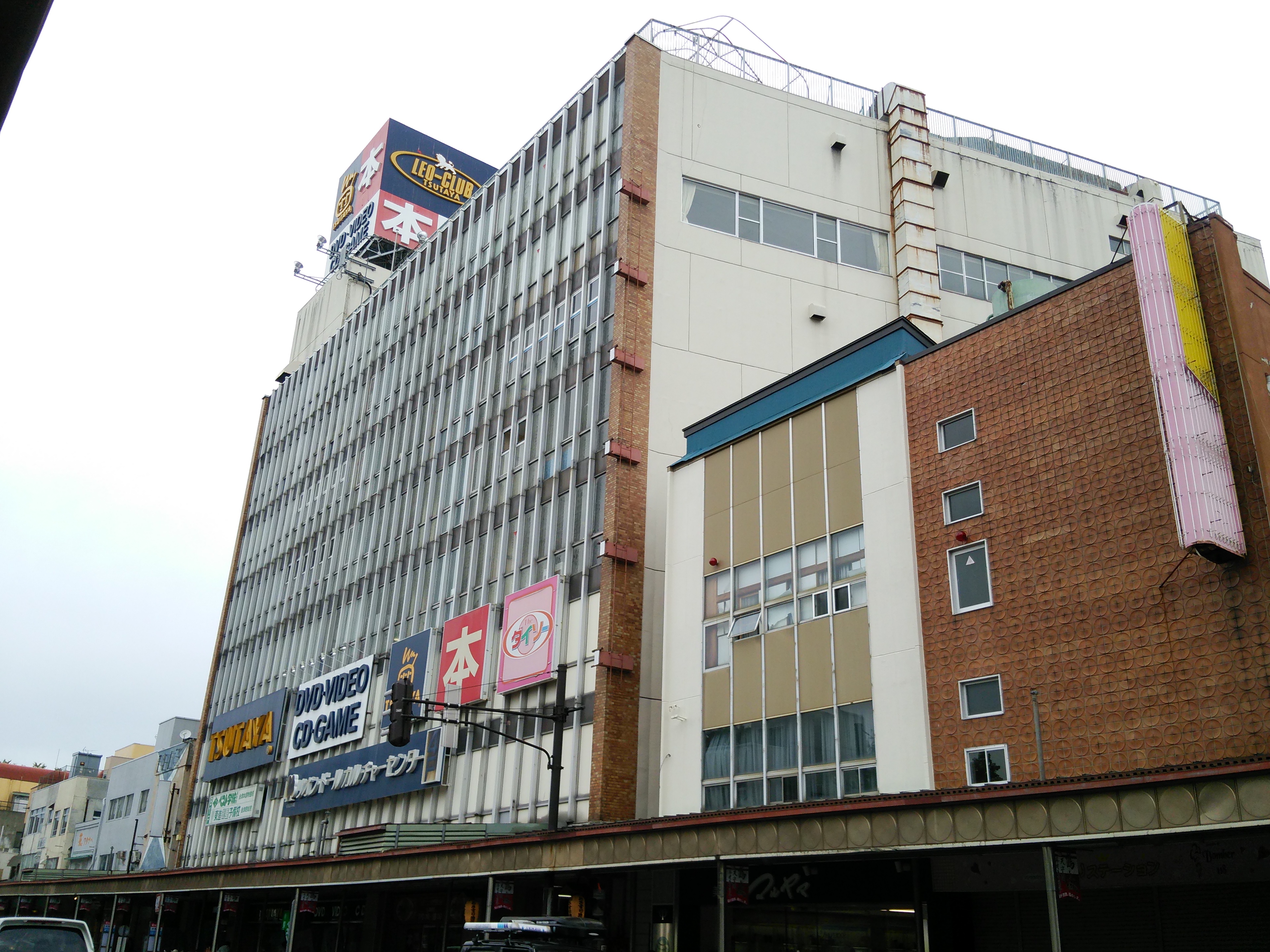
リオン・ドールガーデン（会津若松店跡地）

- サンロード鳥屋野店（福島市鳥屋野字南光原1-1[222]、1980年（昭和55年）6月開店[222]）
敷地面積約858m2[222]、店舗面積約333m2[222]。

- 会津若松店（会津若松市栄町2-14[274]、1971年（昭和46年）4月22日開店[275] - 2002年（平成14年）2月11日閉店[276]。）
敷地面積約1,320m2[274] → 1,105m2[277]、鉄筋コンクリート造地下1階地上7階建て[274]、延べ床面積約8,689m2[274]、店舗面積約4,864m2[274] → 5,310m2[277]。
会津若松市のメインストリートにあたる神明通りに出店していた[183]。同じ神明通りには、会津中合（後の中合会津店）、ニチイダイゼン（後の会津サティ）、ライオン堂若松店（後のリオン・ドール神明通り店）が出店しており、神明通りの中心的な大型店だった。最盛期にあたる1991年（平成3年）度には42億円の売り上げがあったが、2000年（平成12年）度には12億円の売り上げにまで減り、初の赤字に転落。また、市郊外には大型駐車場を完備した商業施設が出店し、さらに長崎屋本体が会社更生法申請を受けて店舗整理されるのを機に閉店が決定[278]、2002年2月11日に閉店された[注釈 2][276]。
土地と建物は、地元で映画館などを経営していた不動産業「栄楽座」が所有していたが、リオン・ドールによりビルが買収された[277]。閉店後の2002年（平成14年）6月29日に、複合商業施設「レオクラブガーデンスクエア」が開業[279]。2020年9月には、リオン・ドール神明通り店から管理本部をビル内へ移転した[280]。

### 関東

#### 茨城県
- 新治店（茨城県新治郡新治村[281]（現：土浦市）、1993年（平成5年）4月28日開店[282] - 2002年（平成14年）2月11日閉店[283]。）
店舗面積約6,388m2[37]。
茨城県新治郡新治村（現：土浦市）の地元出資で開業したショッピングセンター「さん・あぴお」の核店舗として1階と2階で約2,000坪を使って出店していた[281]。
店舗跡のうち食品売場部分の430坪へ2002年（平成14年）12月20日にエコスが出店した[281]。

- サンバード神栖店（1975年（昭和50年）8月21日開店[284]）
店舗面積約300m2[284]。
カスミストアー神栖店（店舗面積約1,480m2）に出店していた[284]。

- 生活衣料サンバード新治店（新治郡新治村（現：土浦市）、2003年 (平成15年)3月1日開店[285] - ?）
エコスが買収してスーパーマーケットを出店した当社旧新治店にテナントとして500坪タイプの新業態で出店した[285]。

- 下館スピカ店（2003年（平成15年）7月開店[286] - 2004年8月20日閉店[要出典]）
下館サティの跡地に出店したものの、1年で閉店した。[要出典]

- 長崎屋ホームセンター水戸店（水戸市水戸3-7-36[287]、1981年（昭和56年）10月2日開店[287]）
敷地面積約8,448m2[287]、店舗面積約1,716m2[287]、駐車台数約250台[287]。

#### 栃木県
- （初代）宇都宮店（宇都宮市睦町5-5[288]、1986年（昭和61年）11月23日開店[288] - 2002年（平成14年）1月閉店[39]）
敷地面積約25,500m2[288]、鉄筋コンクリート造地上2階建て[288]、延べ床面積約13,255m2[288]、店舗面積約7,800m2[288]（直営店舗面積約5,000m2[288]） → 約7,739m2[289]、駐車台数約1,000台[288]。
- 小山店（小山市中央町3-3-22[64]、1973年（昭和48年）9月20日開店[290][注釈 3] - 1994年（平成6年）12月閉店[292]）
売場面積約12,540m2（1980年現在）[291]→約12,064m2[23]
- 今市店（今市市今市456[293][294]（現：日光市）、1983年（昭和58年）4月開店[293] - 2001年（平成13年）1月閉店[151]）
敷地面積約4,531m2[294]、売場面積約6,788m2[293]。
1979年（昭和54年）秋に移転した「高橋弥次右衛門商店」醤油工場跡を同社がデベロッパーとなって開発したショッピングセンターの核店舗として出店[294]。
店舗跡にはかましんと今市市の市民サービスセンターが開設された[295][296]。老朽化により第2駐車場に新築移転し[297]、2021年（令和3年）に日光ランドマークが開業[298]。旧店舗は取り壊しの上、今市病院が新築移転する予定である[297]。

#### 群馬県
- 前橋店（前橋市千代田町5-9-8[64]、1964年（昭和39年）3月19日開店[299] - 1984年（昭和59年）閉店[300]）
店舗面積約1,551m2[64]。
前橋ヒカリ座跡に出店していた[301]。
- （初代）桐生店（桐生市本町6丁目372[302]、1963年（昭和38年）10月1日開店[303] - 1982年（昭和57年）閉店[45]、桐生市営本町6丁目団地[304]）
店舗面積約1,518m2[64]。

- 長崎屋ホームセンター前橋店[222] → 長崎屋ホームセンター前橋城南店[287]（前橋市天川原町東下1-1[222][287]、1980年（昭和55年）9月開店[222][287]）
敷地面積約2,640m2[222] → 約3,227m2[287]、店舗面積約495m2[222] → 約1,815m2[287]、駐車台数約100台[222] → 約75台[287]。

- 長崎屋ホームセンター前橋広瀬店（前橋市矢川大島町字下り松33-1[287]、1982年（昭和57年）3月1日開店[287]）
敷地面積約6,600m2[287]、店舗面積約1,485m2[287]、駐車台数約200台[287]。

- 沼田店（2003年（平成15年）6月13日開店[305] - 2008年（平成20年）5月25日閉店[306]）
沼田サティ跡地のショッピングセンターグリーンベル21にAコープとともに出店していた。「生活衣料サンバード」としての出店であった[307]。
- 伊勢崎店（伊勢崎市本町2-52[302]、1962年（昭和37年）9月19日開店[308]）

店舗面積825m2
- 第二次世界大戦前から営業していたが閉店となった大型店日野屋跡に出店していた[309]。

- 長崎屋ホームセンター高崎緑町店（高崎市緑町1-29-4[287]、1986年（昭和61年）10月9日開店[287]）
敷地面積約10,296m2[287]、約1,749m2[287]、駐車台数約300台[287]。
国道17号バイパス沿いのボウリング場「高崎パークレーン」跡を改装した「栗豊ショッピングプラザ」の核テナントとして出店したDIY売場中心の店舗[310]。

#### 埼玉県
- 大宮店（大宮市宮町1丁目75[311]、1968年（昭和43年）9月21日[311] - 2002年（平成14年）閉店[312]）
売場面積3,564m2[311] → 4,863m2[313]
再建計画の一環として土地・建物を1995年2月1日に陽光エステートへ売却してリースバックによりその後も営業を続けた[314] が、2002年（平成14年）に閉店した[312]。
- （初代）川越店（川越市幸町5[135]、1960年（昭和35年）11月開店[135][315] - 1961年（昭和36年）10月閉店[135]）
- （2代目）川越店（川越市新富町2-11-1[316]、1961年（昭和36年）10月6日開店[178] - 2001年（平成13年）閉店[要出典]）
店舗面積約4,356m2[315] → 約4,447m2[316]。
1997年（平成9年）2月27日に子会社清算に伴う特別損失を補うために丸広百貨店に土地と建物が売却され[317]、その後はリースバックして営業した[317] 後に閉店した。
店舗跡は丸広百貨店川越店のアネックスA館（売場面積約6,190m2）[318]。
- 川越新宿店（川越市新宿町578-1[316]、1979年（昭和54年）10月開店[316]）
売場面積約1,203m2[316]。
1989年（平成元年）3月に家電量販店に業態転換した[319]。
店舗跡は100円ショップダイソー[318]。
- 草加店[要出典]
- 草加谷塚店（1993年（平成5年）4月24日開店[320] - 2001年（平成13年）1月閉店[151]）
店舗面積約5,260m2[37]。
谷塚駅東口地区市街地再開発事業で建設された再開発ビルの商業棟の核店舗として出店した店舗で、いなげやが食品スーパーを出店し、衣料・服飾品や住居余暇関連品を当店が扱う形であった[320]。

- 長崎屋ホームセンター熊谷店（熊谷市大字新島大天白字北275[222][321]、1980年（昭和55年）6月4日開店[321]）
敷地面積約8,910m2[222]、店舗面積約2,046m2[222]、駐車台数約300台[222][321]。
熊谷市南部に出店した長崎屋ホームセンターの1号店だった[321]。

- 長崎屋ホームセンター鶴ヶ島店（入間郡鶴ヶ島町脚折字原山939[287]、1981年（昭和56年）7月10日開店[287]）
敷地面積約6,600m2[287]、店舗面積約1,815m2[287]、駐車台数約100台[287]。
関越自動車道鶴ヶ島インターチェンジに近いバイパス沿いに出店していた[322]。

- 長崎屋ホームセンター所沢店（所沢市若狭1-2617-1日本フィルコン若狭南ビル[323]）
店舗面積約5,041m2[323]。

#### 千葉県
- 松戸店（松戸市松戸字坂下1368[324]、1968年（昭和43年）5月30日開店[324][325] - 1988年（昭和63年）12月閉店[326][327][328]）
敷地面積約1,290m2[324]、鉄筋コンクリート造地下1階地上7階建て[324]、延べ床面積約9,283m2[324]、店舗面積約9,108m2[324]（直営店舗面積約7,986m2[324]）、駐車台数約20台[324]。
店舗敷地は三井生命保険に売却されて[329][330]、跡地には「特定街区」制度を適用して[331]伊勢丹松戸店が増床することになり[332]、1995年（平成7年）10月6日に増床して新装開店した[333]。
- （初代）船橋店（船橋市本町2-1241[334]、1962年（昭和37年）11月1日開店[335] - ?）
店舗面積約1,504m2[334]
- （2代目）船橋店→Big-Off船橋店（船橋市本町4-41-33[64]、1976年（昭和51年）11月開店[336] - 2002年（平成14年）1月閉店[312][337]）
店舗面積約5,148m2[64]。
地階1階から地上6階までの売り場を持つ店舗だった[338]。
1987年（昭和62年）6月にディスカウントストアに業態転換した[319]。
- 北習志野店（船橋市習志野台2-6-5[64][339]、1974年（昭和49年）11月開店[339] - 1996年（平成8年）秋閉店[要出典]）
店舗面積約1,303.5m2[64] → 約1,285m2[339]。
- 津田沼店（習志野市津田沼1-1897[64]、1976年（昭和51年）12月開店[340][341] - 1978年（昭和53年）8月閉店[342][343][344]）
地下1階地上6階建て塔屋1階[345]、延べ床面積約14,965m2[345]、店舗面積9,465m2[342][343]（当社店舗面積約5,296.5m2[64]）。
1970年（昭和45年）から進められた津田沼駅北口の土地区画整理事業の一環として、区画内13街区[346]に建設された共同ビル「十三ビル」内に出店[345]。
その後、1977年（昭和52年）7月に津田沼駅北口に西友[347]とパルコ[348][349]を核店舗にした「西武津田沼ショッピングセンター」、11月には斜め向かいにイトーヨーカ堂[342][343][350]。さらに1978年（昭和53年）2月には右隣に丸井[342][343]が次々と出店し、店舗間との競争（津田沼戦争）が激化した影響を受け、わずか1年9ヶ月の1978年（昭和53年）8月で閉店[342][343][344]。
1979年（昭和54年）3月2日に大塚家具津田沼ショールームとなり[343][351][352]、閉館後はテナントビルとなっている[353]。

- ビッグ·エル咲が丘店（船橋市[354]、1996年（平成8年）4月開店）
美容と健康の生活便利館を目指したスーパードラッグストアの新業態1号店として開店した。

- 八千代台店（八千代市八千代台東1-1-10[355][356]、1977年（昭和52年）12月3日開店[355][356] - 2010年（平成22年）[357] 1月17日閉店）
敷地面積約9,695m2[355][356]、鉄筋コンクリート造地上3階一部4階建て[355]。延べ床面積約22,547m2[355][356]、店舗面積約9,478m2[355]（当社店舗面積約6,403m2[355]）、駐車台数約550台[355]。
京成ショッピングセンター開発（現・ユアエルム京成）が開発した[356]京成電鉄八千代台駅東口にあるショッピングセンターアメニティパーク・ユアエルム八千代台の2階と3階に衣料品の核店舗として出店していた[358]が、東葉高速鉄道の開業による人の流れの変化や同線沿線に進出した店舗との競合などで売上が最盛期から半減した為撤退した[357]。
入居していたテナントスペースは、30代の家族向けや[359] 若者向けなどの店舗を招致し[357]、家電や書籍の売り場を大幅に増やすなどの大規模な改装を行い[359]、2010年（平成22年）4月22日に[359] 新装開店している[357]。

- 長崎屋ホームセンター西八千代店（八千代市大和田新田410-1[360]）
敷地面積約5,526m2[361]、平屋建て[361]、店舗面積約1,495m2[361]。

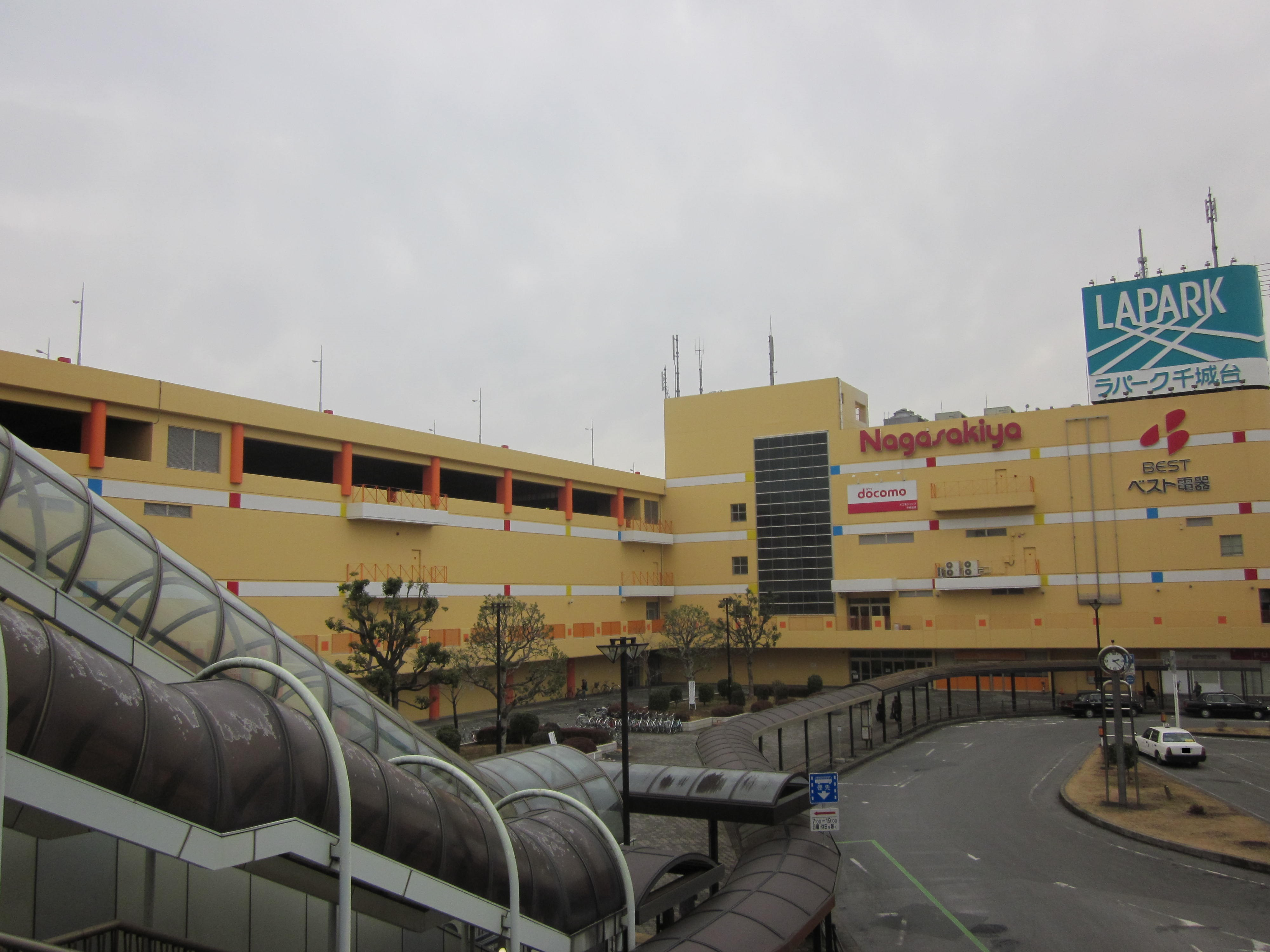
長崎屋千城台店のあった「ラパーク千城台」

- 千城台店（千葉市若葉区千城台北3丁目21-1[362]、1995年（平成7年）3月23日開店[363][364] - 2015年（平成27年）1月25日閉店[広報 11]）
店舗面積約20,788m2[57]、延べ床面積約47,899m2[57]。長崎屋の売場面積は約11,867m2[57]（千葉日報では11,866m2[365]）。
千葉県都市公社（現:千葉県まちづくり公社）が、1984年（昭和59年）に出店のため事業を開始したものの、住民への日照権に対する話し合いが長引き、1994年（平成6年）2月に着工するまで更地となっていた[365]。
千葉都市モノレール2号線千城台駅に隣接して開業した「ラパーク千城台」の核店舗として開店[363]。食品売り場は京成ストアのリブレ京成千城台店が店舗面積2,299m2で出店[363]。
長崎屋閉店後も、リブレ京成や一部専門店は引き続き営業。[独自研究?]
千城台店の閉店により、「ドン・キホーテ」「MEGAドン・キホーテ」を核テナントとして入れていない長崎屋単独店舗は本州から消滅し、長崎屋単独のラパーク店舗も消滅した。[独自研究?]
ラパーク千城台としても2020年までに契約が満了し、営業を終了した。建物は同年、まちづくり公社より新たに委託を受けたJLLモールマネジメント（当時、現：JLLリテールマネジメント）に管理が移管され、老朽化した設備を更新。「イコアス千城台」としてリニューアルオープンした[366]

#### 東京都
- 自由が丘店→ル・パルク（目黒区自由が丘2-10[367]、1967年（昭和42年）11月15日開店[367] - 2002年（平成14年）1月閉店[312]）
店舗面積2,310m2[367]→2,161.5m2[64]。
1997年（平成9年）2月に子会社清算に伴う特別損失を補うために借地権と建物が売却され[317]、その後はリースバックして営業を続けた[317]。
2000年（平成12年）12月1日にル・パルクに業態転換して自由が丘という立地を活用して若い女性向けのファッションや雑貨などに特化した全員女性の社内プロジェクトチームで生活提案型の新コンセプトを打ち出したファション情報発信基地を目指す実験店としたが[368]、業態転換から1年も経たない2001年（平成13年）11月12日に既存店の営業力回復が予想以上に遅れているとして赤字店の再生を断念して追加閉鎖することになった31店舗の1つとして2002年（平成14年）1月に閉店することになった[369]。
- 三軒茶屋店→Big-Off三軒茶屋店（世田谷区太子堂2-24[370]、1964年（昭和39年）11月14日開店[371] - ?閉店）
店舗面積約976m2[336]。
1987年（昭和62年）3月にディスカウントストアに業態転換した[319]。
- 祖師谷店（世田谷区祖師谷3-34-11[64]、1961年（昭和36年）6月28日開店[372] - 2002年（平成14年）1月閉店[312]）
店舗面積429m2[372]→1,782m2[64]
跡地は2002年（平成14年）4月10日に1階にスーパーオオゼキ祖師谷店と2-3階に100円ショップダイソーが出店[373]）。
小田急線祖師ヶ谷大蔵駅から約200mの祖師谷商店街の中ほどにあった3階建てで店舗面積約2,088m2だった[373]。
- 北千住店（足立区千住3-72[64]、1970年（昭和45年）9月[352]30日開店[要出典]）
「白亜ビル」に出店していた[352]。
延べ床面積約5,962m2[352]、店舗面積約3,201m2[64]。
- 赤羽店（北区赤羽町1-11-4[64]、1963年（昭和38年）開店[374] - 2002年（平成14年）1月閉店[312]）
店舗面積約2,399.1m2[64]。
1997年（平成9年）2月に子会社清算に伴う特別損失を補うために土地と建物が売却され[317]、その後はリースバックして営業した[317] 後に閉店した。
- 十条店（北区十条仲原1-21-1[64]、1974年（昭和49年）8月30日開店[375][376] - 1994年（平成6年）8月閉店[376]）
十条銀座商店街に隣接する工場跡地に、当初はボウリング場を建設する計画だったが、地域住民の反対に遭い、商業施設に変更。売場面積が周辺商店街全体の売場面積を大幅に上回ることから商店街が反発。行政が介入し、長崎屋が譲歩して売場面積を縮小して開業した[377]。現在は取り壊され、マンションが建っている[要出典]。
店舗面積約3,125.1m2[64]。
- 野方店（中野区野方5-18-11[64][378]、1967年（昭和42年）5月28日開店[378] - 2002年（平成14年）[312]2月閉店[要出典]）
店舗面積1,386m2[378]→1,379.4m2[64]。
- 荻窪店（杉並区上荻1-13-10[64]）
店舗面積627m2[64]。
- 立石店（葛飾区立石7-93-2[64]、1977年（昭和52年）3月開店[379] - 2008年（平成20年）8月閉店[要出典]）
1977年（昭和52年）3月に京成立石駅北口に開店。延べ床面積約7,841.1m2で売場面積約4,312m2（直営売場面積約3,193m2）の店舗であった[379]。直営の食料品売場ではなく、合弁会社で運営していたサンドールの食品スーパーが出店していた[379]。
跡地はホームピック → おうちDEPO立石店[広報 12][要出典]。
- 新小岩店（葛飾区新小岩1-31-6[64]、1966年（昭和41年）11月26日開店[367] - ）
店舗面積1,881m2[367]→1,980m2[64]。

- （初代）町田店（町田市原町田1222[135]、1950年（昭和25年）12月15日開店[134]→1962年（昭和37年）10月閉店[135]
チェーン化1号店[134]。

- 長崎屋ホームセンター町田忠生店（町田市根岸町623[380]）
店舗面積約6,519m2[380]。

- 吉祥寺店(武蔵野市吉祥寺本町1-8-11[367]、1966年（昭和41年）11月19日開店[367] - 閉店）
店舗面積2,016m2[367]、売場面積1,320m2[367]
吉祥寺駅北口の吉祥寺通り沿い、吉祥寺名店会館（後の東急百貨店吉祥寺店）の向かい、井の頭会館ビルに存在した。[要出典]
- 三鷹店（三鷹市下連雀3-30-8[64]、1963年（昭和38年）9月24日開店[372] - ?閉店）
店舗面積1,386m2[372]→1,716m2[64]。
- 国分寺店（国分寺市本町2-2-25[64]、1968年（昭和43年）3月20日開店[367] - ?閉店）
店舗面積1,089m2[367]→1,056m2[64]。
なお、2軒隣に[要出典]ドン・キホーテの運営するピカソ国分寺店がある[広報 13]。この建物はかつての第一家庭電器国分寺店だった[広報 14]。
- （初代）立川店→立川南口店（立川市柴崎町2-2-1[378]、1966年（昭和41年）5月25日開店[378] - ?閉店）

店舗面積825m2
- 立川北口店→（2代目）立川店（立川市曙町2丁目117番1号[80]、1966年（昭和41年）7月開店[367] - 1971年（昭和46年）2月20日、2代目建物にて再開店[80] - 1995年（平成7年）閉店[要出典]。）
敷地面積約1,251m2[80]、鉄筋コンクリート造地下1階地上7階建て[80]、延べ床面積約17,292m2[80]、店舗面積約6,680m2[80]（直営店舗面積店舗面積924m2[378]→4,596.9m2[64]）。

- 長崎屋ホームセンター立川若葉店（立川市若葉町3-61-1[287]、1983年（昭和58年）12月2日開店[287]）
敷地面積約3,300m2[287]、約495m2[287]、駐車台数約80台[287]。

- （初代）小金井店（小金井市本町5-18-20[87]、1963年（昭和38年）3月27日開店[372][87]）
店舗面積1,386m2[372]
醤油工場跡跡地に開店した[87]。（2代目）小金井店は1971年（昭和46年）10月29日に開店[137]。
- 福生店（福生市福生768[64]、1973年（昭和48年）11月開店 - 2001年（平成13年）10月31日閉店[381]）
店舗面積約3,415.5m2[64]。
2000年（平成12年）11月に加工食品のみで生鮮食品は扱わない食料品売場を導入して、来店客数を前年比約4倍に増加させた[382] ほか、賃料引き下げ交渉を行って損益改善を目指したが、所有者との協議が決裂したため閉店となった[381]。売場面積約4,200m2[381]。
- （初代）青梅店（青梅市仲町310[135][302]、1961年（昭和36年）10月開店[135][372] - 1972年（昭和47年）閉店）
店舗面積429m2[372]
青梅店開店によって長崎屋チェーン10店舗を達成した、2階建ての店舗だった。1972年に2代目店舗新築のため、増床移転したため閉店した。

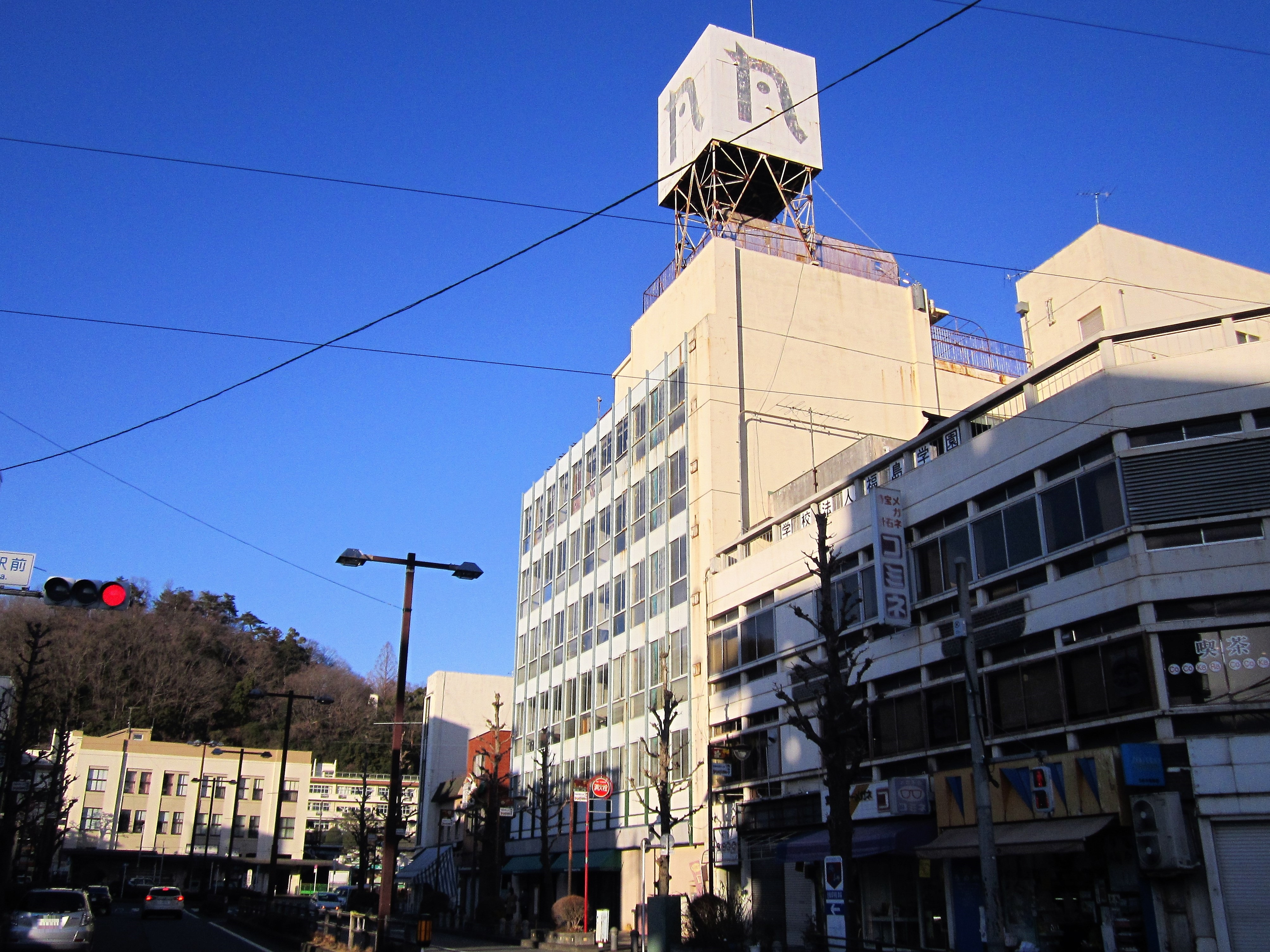
長崎屋青梅店（2代目）
閉店後の建物（2019年2月）

- （2代目）青梅店（青梅市青梅130[83]、1972年（昭和47年）11月10日開店[383] - 2002年（平成14年）2月閉店[383]）
店舗面積約2,706m2[336]。
建物名は「青梅共栄ビル」。開業当初の1972年11月からマルフジ青梅店[広報 15] が長崎屋のテナントとして地下食品売り場を担当していた[広報 16]。長崎屋閉店後も「青梅共栄ショッピングプラザ」として、地下1階にマルフジ、1階・2階部分にはテナントとして衣料品店、飲食店などが入居していた[383]。2015年1月7日をもってマルフジ青梅店は閉店、他のテナントも撤退して空きビルとなり、長年そのまま放置されていたが、2022年よりビル解体が開始された[要出典]。
- 調布店（調布市小島町1-36-5[384]（旧・173[378]）、1968年（昭和43年）6月27日開店[378] - 1991年（平成3年）閉店)
店舗面積2,096m2[378]→2,042m2[210]。
- 府中店（府中市宮西町1-3[302]、1961年（昭和36年）6月27日開店[372] - ?閉店）
店舗面積1,386m2[372]→1,650m2[336]。
- （初代）八王子店（八王子市八幡町6[385]、1957年（昭和32年）11月開店[302] - 1969年（昭和44年）閉店）[82]
店舗面積495m2[372]
「旧・梅原呉服店」跡地に開店した店舗で、中町の2代目店舗へ移転のため閉店となった[82]。

#### 神奈川県
- （初代）平塚店（平塚市紅谷町12-31[386]（旧・平塚新宿1455[135]）、1946年（昭和21年）開店[134]）→平塚東店（1953年（昭和28年）西店開業に伴い店名変更[134]）
店舗面積1,716m2[386]
9坪の布団洋品売場を併設して開店した事実上の1号店で、1949年（昭和24年）に隣接する店舗を買収して増床したのを皮切りに何度も拡張を繰り返した[134]。（ただし、設立時の登記上の本店はかき氷店おあしすだった。）[134]
- 食料品部（平塚市平塚新宿1310[135]、1956年（昭和31年）5月開店[135]）
東横百貨店平塚店跡地にあった東映の映画館を買い取ってほとんど改装せずに平塚西店として開店した後、地下1階、地上7階建て、延べ床面績800坪の横浜から小田原までの間では初めてエレベーター、エスカレーター、冷暖房完備の店舗へ建て替えて1959年（昭和34年）に新装開店している[134]。
- 平塚西店（平塚市平塚新宿1147[135]、1953年（昭和28年）9月1日開店[134]）
- （2代目）平塚店（平塚市紅谷町13-1[210]、サンショッピングセンター平塚店本館。1972年（昭和47年）11月3日開店[387] - 2008年（平成20年）9月30日に閉店[388]）
地下1階地上8階建て[387]。延べ床面積13,200m2[387]、売場面積8,415m2[387]。
平塚市紅谷町にある平塚駅北口の中心商店街の1つ湘南スターモール商店街にあった地上11階・地下1階建ての延べ床面積約13,000m2[389]、売場面積8,423m2の店舗で[390]、2008年（平成20年）9月に「営業を一時休止する」として閉店したが[389]、近隣にあるドン・キホーテ傘下の店と競合を避けたいとしてそのまま完全に撤退した[389]。
2010年（平成22年）8月に埼玉県内の不動産業者に売却されて同社が賃貸と転売の両面で交渉を進めていたが[389]、当店閉店以降は空き店舗の状態が続いた[390]。
新たな所有者のヤワタグループは既存建物の活用も検討したものの、耐震性等の問題から断念し、2013年（平成25年）3月から解体工事が行われた[390]。跡地にはヤワタグループのベイブリッジが遊技場の開設を計画している[391]。
- 厚木店（厚木市中町2-9-9[302][392]、1962年（昭和37年）10月15日開店[393] - 2002年（平成14年）1月閉店[312]）
本厚木駅にほど近い厚木市の中心市街地に立地していた[394]。
店舗面積1,287m2[395] → 4,191m2[396] → 4,472m2[37]。
跡地はコインパーキング→マンション。[独自研究?]
- 横浜店[302][397]→弘明寺店[370]（横浜市南区弘明寺山下259[370][302][397]、1963年（昭和38年）11月1日開店[395] - 1994年（平成6年）11月23日閉店[352]）
店舗面積2,376m2[397] → 2,244m2[396]。
京急本線弘明寺駅にほど近い弘明寺観音門前に立地していた[352]。
地上5階、地下1階の建物は現存（売場は4階まで）。店舗跡に地元資本のスーパー「エコー」が出店していたが[352]、現在は薬クリエイト等が入居するGMビル2となっている。[独自研究?]
- 横浜藤棚店（横浜市西区中央2-6-10[302][398]、1960年（昭和35年）12月1日開店[393]）
店舗面積314m2[397] → 990m2[398][396]。
- 鶴見店（横浜市鶴見区佃野町23-35[399]（旧・687[92]）、1970年（昭和45年）12月11日開店[92] - 1994年（平成6年）9月30日閉店[要出典]）
敷地面積約6,710m2[92]、鉄筋コンクリート造地下1階地上4階建て[92]、延べ床面積約18,500m2[92]、店舗面積約9,917m2[92]（直営店舗面積約4,082.1m2[64]）。
長崎屋が同年に開店した和歌山店とともに、初めて本格的に手掛けた敷地2,000坪超の総合ショッピングセンターであった[134]。食品売場のテナントに東急ストア（開店当時はの店名は東光ストア）を入居させていた[74]。
現在は建物は解体され、跡地はマンション。[要出典]

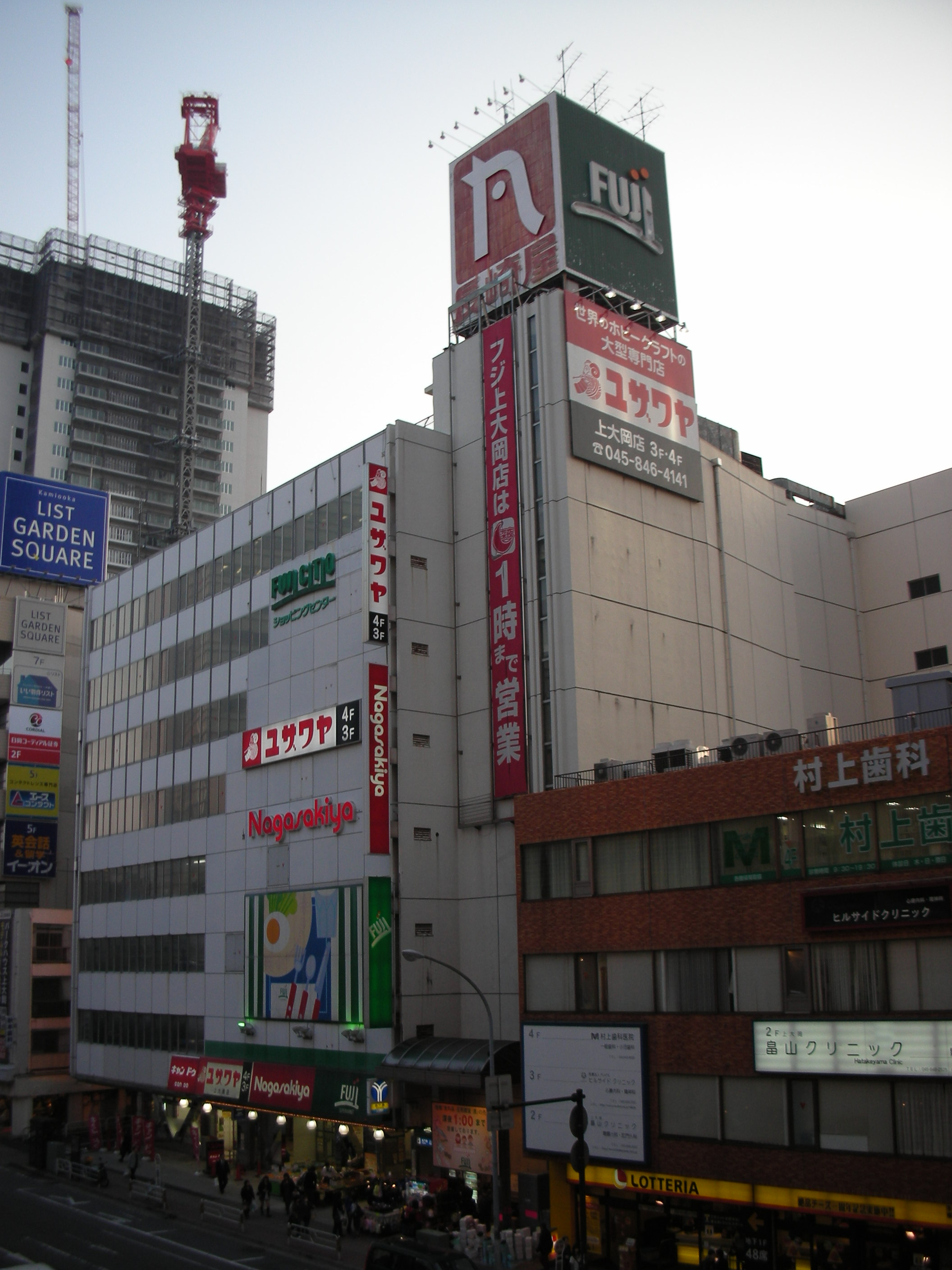
長崎屋上大岡店

- 上大岡店(横浜市港南区上大岡西1-16-23[399]（旧・上大岡町221-2[396]）、1975年（昭和50年）3月28日開店[400][401] - 2011年（平成23年）5月29日閉店[要出典]）
地下2階地上8階建て[401]、延べ床面積約24,028m2[57][57]、店舗面積約6,286.5m2[396]。
富士スーパー（現：富士シティオ）が同社の旧上大岡店を大幅に拡張して建設した「富士ショッピングセンター」の衣料品を中心とする核店舗として招致されて出店した[401]。
長崎屋の売場面積は約8,544m2で、富士シティオの売場面積は約1,928m2であった[57]。
地上の1階 - 8階で衣料・雑貨を長崎屋が扱い、最上階はレストラン街となっていた。2000年（平成12年）に一旦閉鎖して改装し、同年12月1日に売場を1階 - 4階に縮小して必需品中心の構成に変更して再開した[368]。後に3階・4階をユザワヤに転換。ユザワヤは先行して2011年5月11日に閉店。この閉店で、長崎屋ブランドの店舗は神奈川県から完全に撤退した。[要出典]
店舗のあった地区は「カミオ」や「ミオカ」が建設された地区と共に再開発をする構想が進められていたが、地権者の合意が成立しなかったことから3地区に分かれた形で再開発された[402]。
店舗跡には2011年10月21日に4階にサカゼンが出店、翌週10月28日に3階にユザワヤが再出店した。1,2階部分は暫く閉鎖されていたが12月1日にしまむらが出店した[402]。
店舗跡を含めた地区では、「上大岡C北地区市街地再開発準備組合」が2014年（平成26年）10月に約8,000m2の土地に地下1階・地上32階建て延べ49,000m2の商業施設と共同住宅が入る複合ビルを建設する構想を横浜市に提出した[402]。
- 鎌倉店（鎌倉市御成町10-2[302]、1958年（昭和33年）6月開店[403] - 1960年代後半に閉店[要出典]）
売場面積38坪[403]
- 茅ヶ崎駅前店（茅ヶ崎市、1953年（昭和28年）開店[404]）
岩田孝八の弟・岩田喜八が開いた店で僅か2年ほどで売れ行き不振で不渡りを出して閉店となった[134]。この店舗は同社の経営ではなかったが、同社へ信用不安が及ばぬように破綻後の決済は同社が行って処理することになった[134]。
- （初代）小田原店（小田原市緑町1-50[405]、1962年（昭和37年）2月1日開店[405]）
店舗面積300坪[405]。

### 中部

#### 新潟県
- 新潟店（新潟市東堀通6番町1047[406]、1969年（昭和44年）11月21日開店[406][407] - 1981年（昭和56年）9月閉店[408]）
敷地面積約1,118m2[406]、鉄筋コンクリート造地下1階地上8階建て[406]、延べ床面積約8,644m2[406]、店舗面積約7,515m2[406]（直営売り場面積5,345m2[409]）。
旧イチムラと共に東堀地区の商店街の核として機能していたが[410]、競合する大型店進出が相次ぎ[410]、業績不振でイチムラが1980年（昭和55年）に閉店する[409] など競争環境の悪化から当店も業績が低迷して閉店となった[410]。

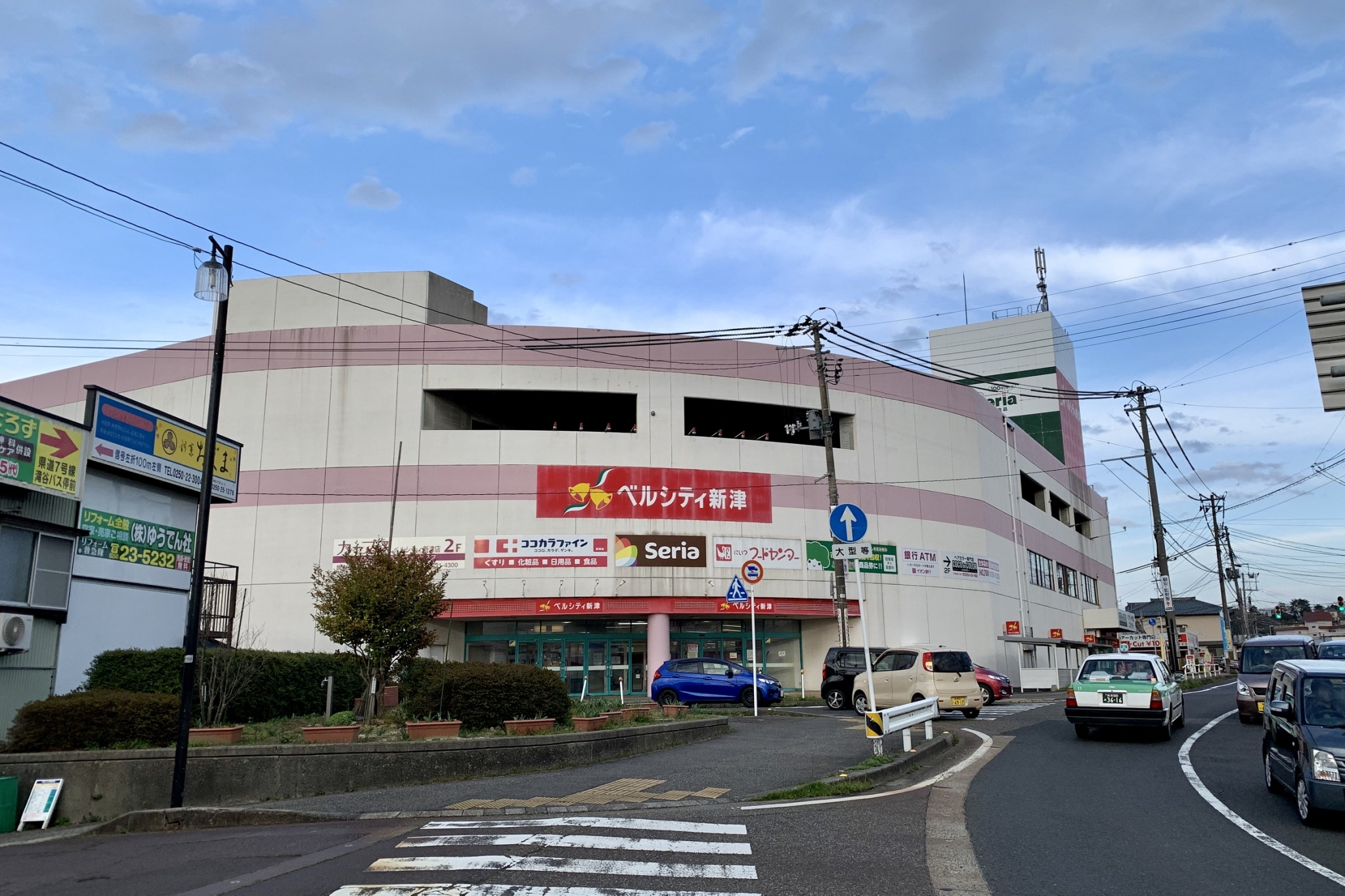
新津店の建物は「ベルシティ新津」として営業している

- 新津店（新津市本町4-16-17[411]、1984年（昭和59年）10月5日開店[48] - 2009年（平成21年）9月[412] 27日閉店）
敷地面積約8,135m2[411]、延べ床面積約13,850m2[411]、売場面積約4,871m2[411]（当社売場面積約3,000m2[411]）、駐車台数約400台[411]。
旧新津市の中心市街地に位置する3階建てで店舗面積約6,600m2[412]。食品売場のテナントにはにいつフードセンターを入居させた。長崎屋の撤退後も施設自体は「ベルシティ新津」として現存し、にいつフードセンターもそのまま営業した。[要出典]なお、ベルシティ新津は2023年10月31日付で閉鎖された[413]。
- 長岡店（長岡市大手通51-1-2[414]、1971年（昭和46年）5月27日開店[415] - 1995年（平成7年）[416] 1月29日閉店）
敷地面積約2,013m2[414]、鉄筋コンクリート造地下1階地上8階建て[414]、延べ床面積約16,368m2[414]、店舗面積約9,917m2[414]（直営店舗面積約5,610m2[370] → 約6,649m2[336]）。

- 長岡喜多町店（長岡市喜多町字下川原1000-1[417]、1980年（昭和55年）11月7日開店[418] - 2001年（平成13年）1月閉店[151]）
敷地面積約8,674m2[417]、鉄筋コンクリート造2階建て塔屋1階[417]、延べ床面積約6,379m2[417]、売場面積約3,994m2[417]（当社売場面積約1,832m2[417]）、駐車台数約200台[417]。
食品スーパーのツチダ（約1,003m2）も出店していた[417]。
- 東三条店（三条市大字田島406[419]、1975年（昭和50年）10月31日開店[98] - 2002年（平成14年）2月11日閉店[420]。2007年（平成19年）まで跡地残存[要出典]）
店舗面積約5,940m2[419]。
三条市の東三条商店街に出店していた[420]。
- 高田店（上越市本町5-4-1[64]、1974年（昭和49年）11月28日開店[421]、2002年（平成14年）2月11日閉店[422]）
売場面積約6,106m2で[423]いづも屋百貨店に隣接して本町5丁目にあった[423] 地元商店主らが集まって建設した高田共同ビルに出店していた[422]。地上7階地下1階の建物であった。1階と地下は地元商店主が出店したスペースであり、長崎屋としては2階から上の出店であった。当時としては普通のことだが、駐車場が皆無であった（隣接のいずも屋も同様）。
開店時から90年代初期までは地元経済の中心として非常に賑わい、店舗内は常に人で溢れていた。90年代半ばからの急激な郊外型商業への移行により、足元の商店街の活気が失われた。1995年（平成7年）に集客策の一つとして最上階に上越市立市民アートギャラリー・雁木通り美術館が入居した[423]が、売り上げは右肩下がりとなり、2002年（平成14年）2月11日に閉店した。
閉店後も雁木通り美術館は引き続き入居し、店舗跡には低層階にキャンドゥなどが入居していたが、中層階は空き店舗のままとなるなどビルの収益性が悪化して高田共同ビルは2007年（平成19年）7月10日付で新潟地方裁判所高田支部に破産手続きを申し立てた[422]。
2010年（平成22年）6月30日で残っていた6店が閉店して当店の入居していたビルは営業を終了し[424]、2011年（平成23年）6月10日に解体後の跡地にスーパーや飲食店、住居などが入る新ビルの建設が開始された[425]。
2013年（平成25年）4月12日に5階建て低層棟と16階建ての高層棟で構成された「あすとぴあ高田」が開業した[426]。開業時点の「あすとぴあ高田」は、1階に食品スーパー「旬菜市場はるか」（390m2）など[427]、5階に上越市がギャラリーや市民活動スペースを整備した[425]「ミュゼ雪小町」などが入居したが[426]、2階は入居者が見つからず空きスペースとなっていた[426]。高層棟の6階から15階まではポレスタータワー高田という分譲マンションとなっている[428]。

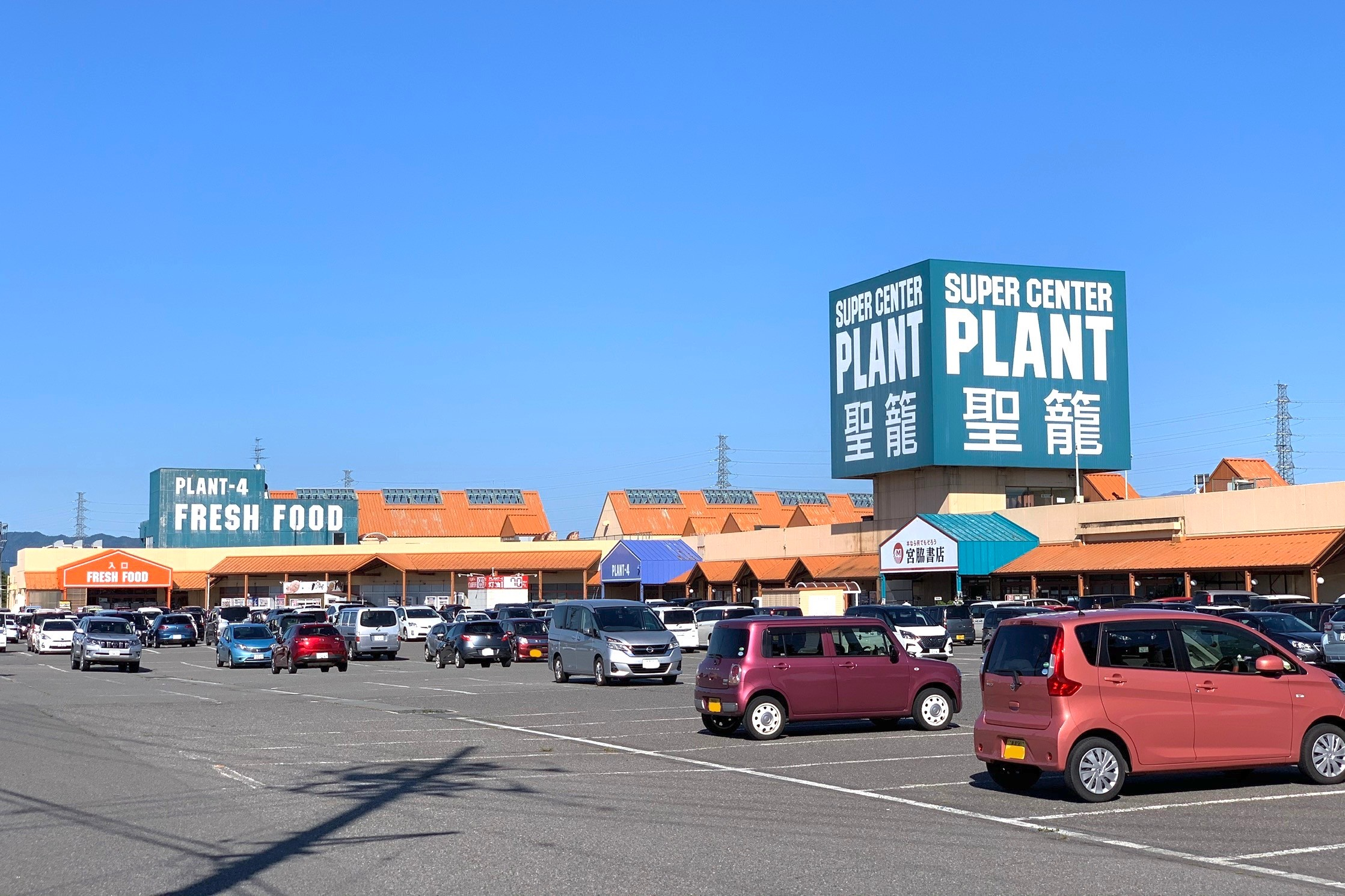
ラパーク聖籠長崎屋の建物はPLANT-4として営業している

- ラパーク聖籠長崎屋（新潟県聖籠町、1994年（平成6年）3月17日に開店した子会社による店舗[429]）
2003年（平成15年）3月18日にPLANT-4が開店[430]
新潟市と新発田市を結ぶ国道7号線新新バイパスのほぼ中間に出店した敷地面積22,000坪に地上1階建てで売場面積約5,600坪で1,800台の駐車場を併設したローコスト運営を目指した店舗で株式会社聖籠長崎屋が経営していた[429]。

#### 長野県

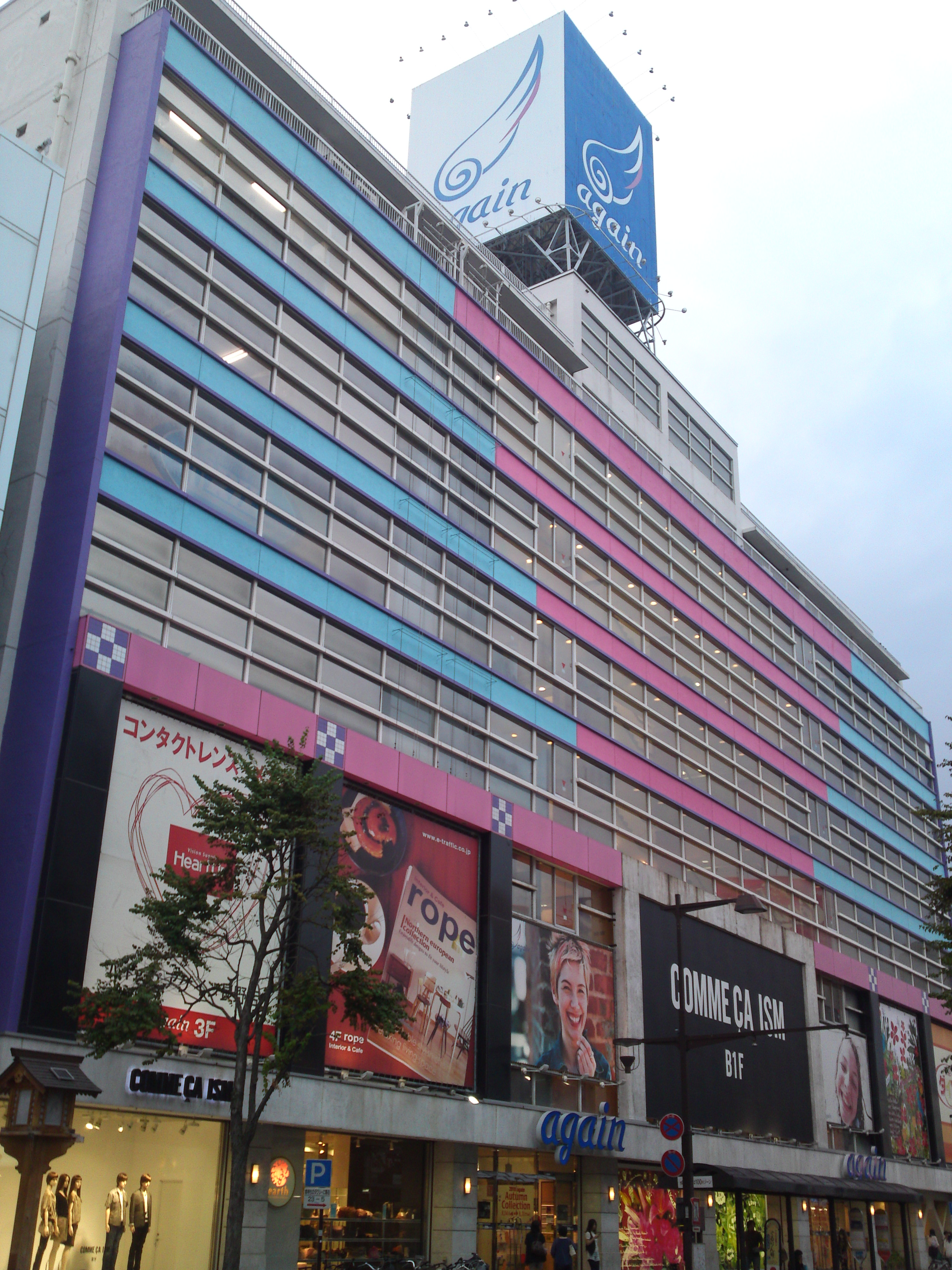
ショッピングプラザagain（かつての初代長野店）

- （初代）長野店（長野市石堂町1429-1[406]、1970年（昭和45年）11月19日開店[406] - 1998年（平成10年）1月25日閉店[431]）
敷地面積約2,708.51m2[432]、鉄筋コンクリート造地下1階地上8階建て塔屋2階[432]、延べ床面積約15,709m2[432]、店舗面積約11,594m2[432]（直営店舗面積約4,422m2[370] → 約5,867m2[37]）、駐車台数約170台[419]。
長野駅前の長野市北石堂町の[103] 長野駅と善光寺を結ぶメインストリート[431] の中央通り沿いに立地していた[103] セブンビルに出店していた[431]。2代目長野店は、かつての新長野店。[要出典]
1998年（平成10年）10月末に10代から20代の女性向けのファッションを中心とする店舗（開業時は46店舗）が入居するファッションビル「ショッピングプラザ again」が開業した[433]。
- 佐久店（佐久市中込3143[434]、1979年（昭和54年）10月12日開店[178] - 2002年（平成14年）閉店[312]）
店舗面積約1,403m2[37]。

#### 富山県
- 富山店（富山県富山市中央通り1-3-4[396]、1971年（昭和46年）5月30日開店[435] - 2002年（平成14年）2月11日閉店[312][436]）
2000年（平成12年）7月23日の閉店が発表されていた[437] が、会社更生法申請に後に閉鎖店舗数を約30から14店へ減らした[151] ため一旦は閉店を免れた。
店舗面積約4,728.9m2[396]。
- 富山豊田店（富山県富山市粟島町1-4[438]、1982年（昭和57年）3月開店[37] - 2001年（平成13年）1月21日閉店[439]。
敷地面積約14,000m2[438]、地上2階建て塔屋3階[438]、延べ床面積約4,914m2[438]、店舗面積約2,937m2[438]、駐車台数約555台[438]。
ファミリープラザトミーを買収して出店した[440]。
2階建ての店舗。跡地はスーパーの新鮮市場などが入居した[441]。

#### 石川県
- 金沢店（石川県金沢市片町1-4-20[396]、1969年（昭和44年）10月開店[442] - 1993年（平成5年）閉店[102]）
店舗面積約4,521m2[396]。有隣ビル（売り場面積2,869m2）と柴野長崎屋ビル（売り場面積3,289m2）に入居する形で出店していた[443]。
金沢市郊外の西泉地区に移転・拡張する形でショッピングセンターのラパーク金沢が1993年（平成5年）10月21日に開業（後年2009年7月、「MEGAドン・キホーテ ラパーク金沢店」に業態転換）することに伴って閉店となった[102]。
  - 生活館 - 総合スーパー業態店舗。前述した西泉地区での「ラパーク金沢」開業を契機に、同年中に建物を解体。
  - OFF館 - ディスカウント業態店舗。地上7階建地下1階建て。前述した西泉地区での「ラパーク金沢」開業を契機に、同年中に建物を売却。1993年11月、日本総合企画グループ（2009年、民事再生法適用・倒産）により建物を再活用し、商業施設「金沢テミス（別名「アメリカンマインドテミス」）」として開業。その後、「フローリッシュビル（別名「フローリッシュタテマチ」）」に改称し[444]、一部店舗が営業を継続。大手不動産企業「ザイマックスグループ」（東京都）の所有となり、2019年7月16日から翌2020年6月までに同社が隣接地に所有する「エムビーエスビル」と共に建物を解体[444]。
跡地は地上6階建てのホテルを建物解体後の2020年7月に着工し[445]、堅町通り沿い側の一部跡地には地上6階建てのホテル「OMO5金沢片町 by 星野リゾート」が開業している。[要出典]

- 新山代店（石川県加賀市加賀市山代温泉神明町27-1レイプラザ内[446][447]）

#### 福井県
- 鯖江店（1982年（昭和57年）4月開店[448] - 1989年（平成元年）1月23日閉店[448]。跡地はホテルアルファーワン鯖江）
JR鯖江駅前の再開発ビルのA棟が完成したものの空きビルとなっていたため、核店舗として1978年（昭和53年）5月に鯖江市長が平和堂の既存店舗の移転を打ち出したが、平和堂側が移転する意志が希薄だとして商調協で一旦拒絶されたが、空きビル状態が続くと鯖江市の金利支出は年1億円に上るとして審議を行うよう要求し続けたため、1980年（昭和55年）8月に平和堂の移転を認める答申が商調協で出されたが、平和堂が移転を拒絶して宙に浮く形となった[448]。
平和堂の移転が実現しなかったため鯖江商工会議所と鯖江市、地元の商業者などで代替策の協議を進め、当店が1982年（昭和57年）4月に店舗面積約5,100m2で出店したが、駐車場不足や約6万人という商圏人口の少なさなどが重なって僅か6年半ほどで撤退した[448]。

#### 岐阜県
- 岐阜店（岐阜市日の出町1-21-23[396]、1975年（昭和50年）4月26日開店[449]-2002年（平成14年）2月11日閉店[450]）
鉄筋コンクリート造り地上9階地下1階建てのビル[451]。店舗面積約4,174.5m2[396] → 約4,211m2[37]。
閉店後、店舗跡の前にある広場で柳ヶ瀬の活性化を目指した「夜空カフェ」が2012年（平成24年）から毎月第1金曜日に開催され、2015年（平成27年）12月には店舗跡の1階を開放してその会場となった[452]。
約20年間遊休不動産になっていたが、2022年3月1日に岐阜市都市計画審議会で都市計画決定案が承認され、ビルを解体して広場として整備される見通しになった[451]。
- 日本ライン可児店（可児市今渡840-2[453]、1985年（昭和60年）3月開店[37] - 2002年（平成14年）閉店[312]）
跡地はミドリ電化(現・エディオン)とバロー今渡店が2002年（平成14年）4月に開店[454]
売場面積約8,462m2（可児サンショッピングセンター全体では13,853m2）[455]
- 美濃店（美濃市下長之瀬90-1[456]、1981年（昭和56年）9月開店[37] - 2002年（平成14年）閉店）
店舗面積約1,139m2[37]。
閉店後に地場スーパーマーケット「食品館mino」が入るものの2010年代初めに閉店。建物は取り壊され、跡地は葬儀会社駐車場となった。[要出典]

#### 静岡県
- （初代）静岡店（静岡市葵区両替町2-4-9[457]、1963年（昭和38年）6月1日開店[458]）
両替町2丁目の第二東映劇場跡地に1963年（昭和38年）6月1日に竣工した6階建ての日映森岡ビル（現在は取り壊し済）の1-3階に出店していた[459]。
- （2代目）静岡店（静岡市葵区紺屋町1-1-5[370]、1968年（昭和43年）9月21日開店[460]-2002年（平成14年）閉店[312]）
店舗面積3,300m2[460] → 2,838m2[370] → 約2,640m2[37]。
2000年（平成12年）8月20日の閉店が発表されていた[461] が、会社更生法申請に後に閉鎖店舗数を約30から14店へ減らした[151] ため一旦は閉店を免れた[462]。

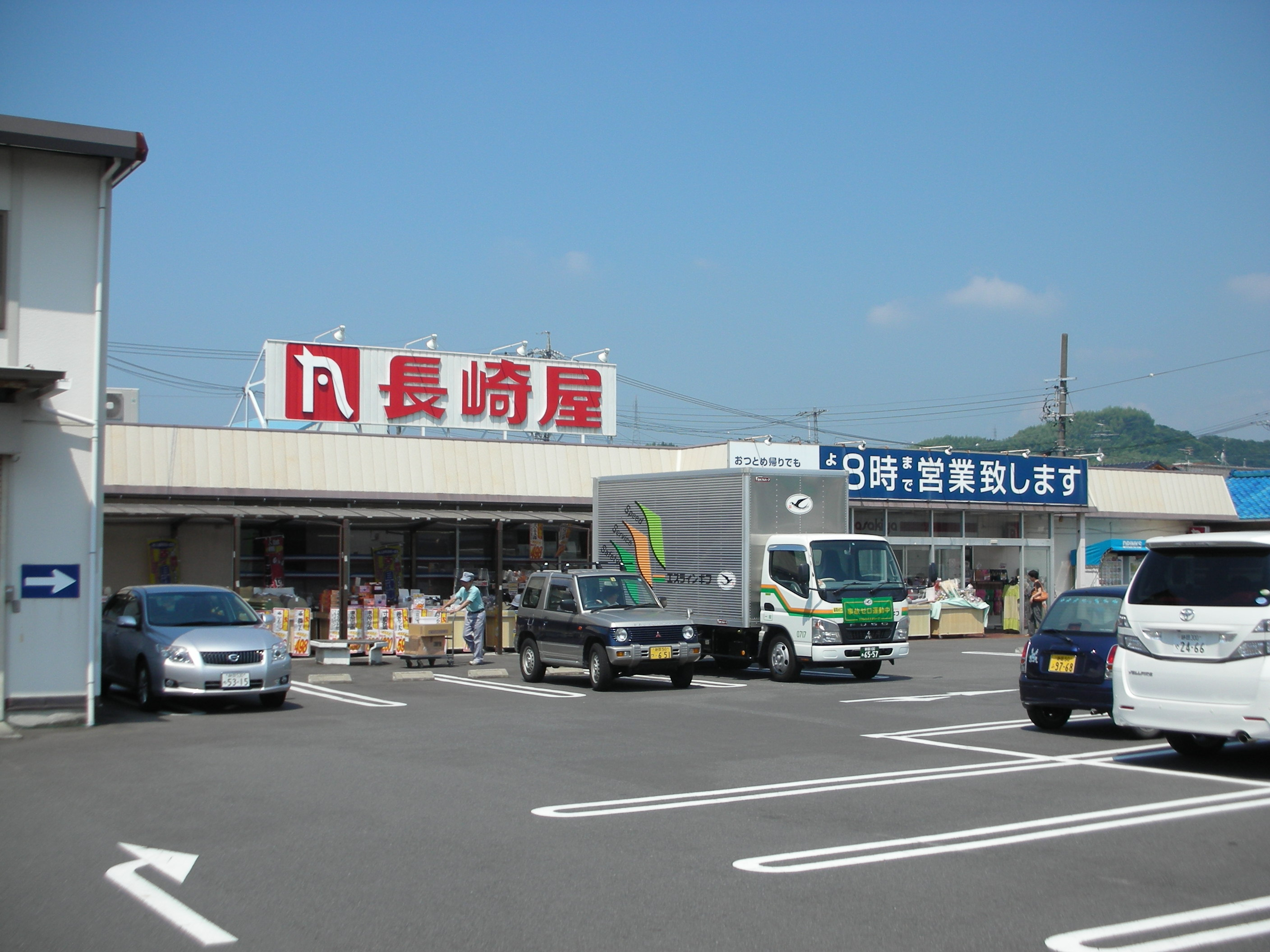
長崎屋瀬名店

- 瀬名店（静岡市瀬名の龍南興産ビル内[463]、1980年（昭和55年）9月開店[37] - 2010年（平成22年）8月31日閉店）
店舗面積約947m2[37] → 約1,290m2[43]、延べ床面積約1,319m2[43]。
跡地は瀬名鑑定団を経て解体。跡地にサービス付き高齢者向け住宅が建設された。[要出典]
- 清水店（清水市真砂町59[396]（現・静岡市清水区）、1959年（昭和34年）開店[464] - 1981年（昭和56年） 2月[465]12日閉店）
店舗面積約3,267m2[396]。
清水駅前銀座の中心的な大型店として営業していたが、造船不況の影響などで売上が低迷し、閉店となった[466]。1982年（昭和57年）10月に営業を再開[467]。
2階建で開店した[468]。
跡地はイベント広場[要出典]
- 沼津店（沼津市大手町3-9-1[469]（旧・175[460]）、1963年（昭和38年）10月15日開店[460][470]-2002年（平成14年）1月閉店[471]
店舗面積2,805m2[460] → 2,970m2[396] → 3,214m2[37]。
沼津駅前の中心市街地に出店していた[472]。
- 熱海店（熱海市清水町6-20[460][396]、1963年（昭和38年）6月21日開店[460] - 1992年（平成4年）2月閉店[473]）
店舗面積1,452m2[460] → 1,815m2[396]。
店舗跡は解体されて熱海市営清水町駐車場となっており[474][475]、2011年（平成23年）1月28日に熱海市の消防庁舎建設の候補地として地元住民への説明会が行われた[475] が、東日本大震災後に津波に被災しかねないとの問題点が指摘されたため同年6月10日に移転計画を正式に断念することが発表された[474]。
- 富士宮店（富士宮市中央町5-6[396]、1975年（昭和50年）6月10日開店[476] - 2002年（平成14年）閉店[312]）
地下1階地上7階建て[476]、店舗面積約11,900m2[476]。
地下1階に「ひのや」と共同出資した「サンドール静岡」が食品スーパーを出店していた[476]。
富士宮駅の北側にあった店舗で店舗跡は解体され、跡地には駅前のペデストリアンデッキと2階で接続して1・2階の一部に富士宮市中央公民館と駅前交流センターが入居する13階建てマンションをセキスイハイム東海が2012年（平成24年）1月に着工した[477]。

- （初代）浜松店（浜松市田町16[478]（現・浜松市中区）、1963年（昭和38年）4月17日開店[479][478] - 1969年（昭和44年）閉店[要出典]）
店舗面積1,353m2[478]
- （2代目）浜松店（浜松市鍛冶町80-4[460][396]（現・浜松市中区）、1969年（昭和44年）3月1日開店[460][458] - 1993年（平成5年）2月閉店[473]）
店舗面積3,861m2[460] → 3,069m2[396]。
浜松駅近くのモール街と呼ばれる商店街の一角に出店していた[480]。
1987年（昭和62年）3月にディスカウントストアに業態転換した[319]。

#### 愛知県

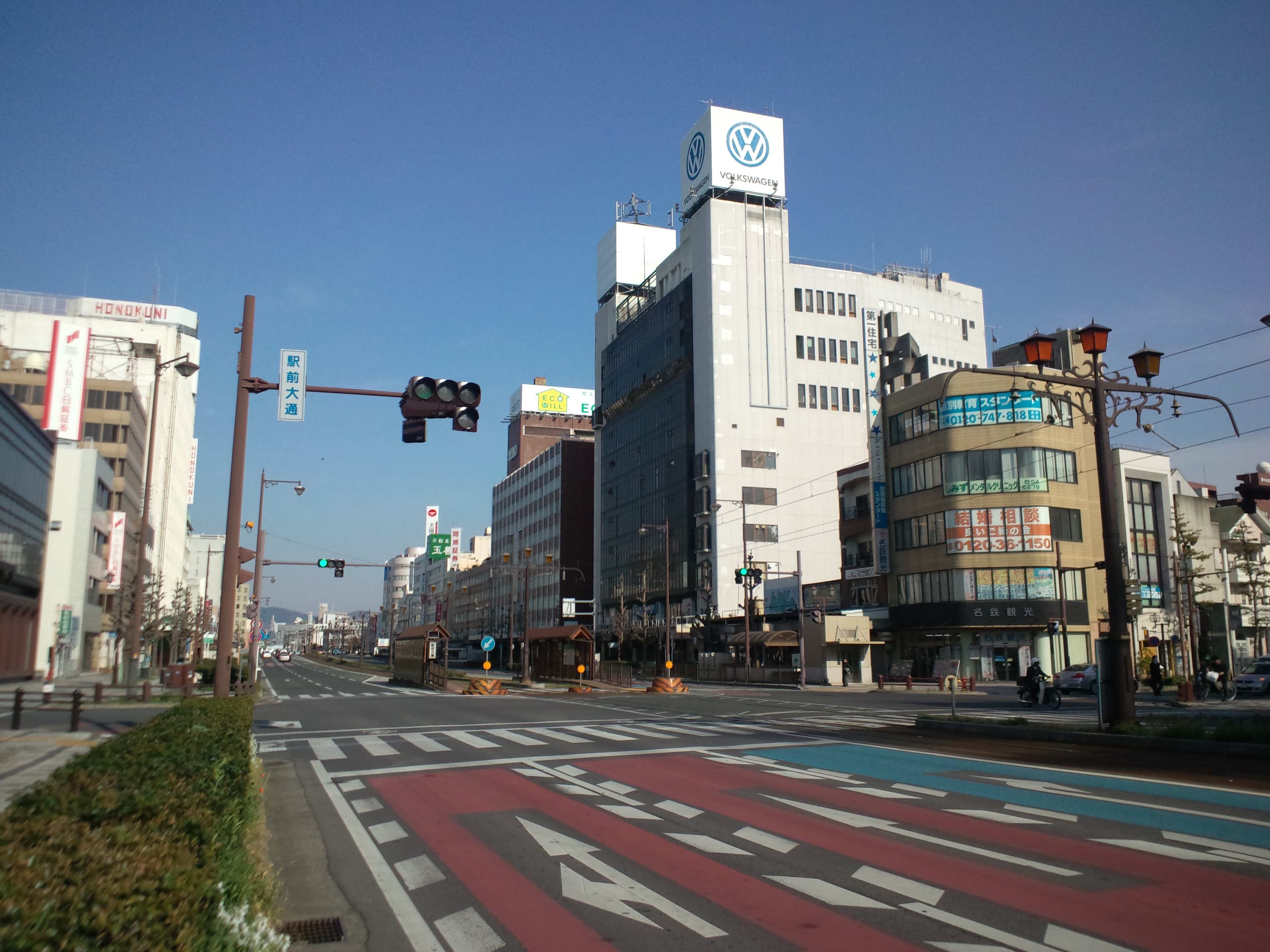
VWの看板があるビルが豊橋店跡の開発ビル

- 豊橋店（豊橋市駅前大通り2-33-1[210]、1972年（昭和47年）11月16日[481] - 1980年（昭和55年）1月15日閉店[482]）
地元商店街の協業化のために豊橋公民館跡を中心とする敷地面積1,519m2に建設された鉄骨鉄筋コンクリート建て地下1階地上8階建、延べ床面積約15,000m2のサンマートビル(豊橋商業センター)の核店舗として地上1階から3階までの半分と4階以上8階の全フロアを使用し開店した[483]。店舗面積約5,751m2[484]。
店舗面積約3,432m2[210]。
閉店後に建物は総合開発機構に買収され「開発ビル」に改称。一時は「エイデン（当時は栄電社。店舗名は『テクノ豊橋』）」が入居していた時期もあった。現在は商店や飲食店のほかに豊橋市駅前窓口センター、駅前文化ホール、愛知県東三河県民プラザ旅券センターなどの公共施設が入居している。[要出典]
2013年（平成25年）3月末に「豊橋市駅前文化ホール」が閉鎖された[485]。（長崎屋時代はボウリング場だった同ビル9階以上を改装して使用されていた）代替施設として2013年（平成25年）4月30日に『穂の国とよはし芸術劇場（プラット）』が開設された[486]。
隣地にある名豊ビル・木島ビル・狭間児童公園を含めた1.5haの駅前大通2丁目地区市街地再開発事業計画を地権者などでつくる準備組合と豊橋市で協議中である[487]。
なお長崎屋は、当店閉店から37年後の2017年10月13日に「MEGAドン・キホーテ豊橋店」を出店、豊橋市へ再進出している[488]。
- 豊田店（豊田市喜多町2-38[489][490]、1971年（昭和46年）9月18日開店[491] - 1991年（平成3年）[492] 8月25日閉店）
敷地面積約1,475.06m2[489]、鉄筋コンクリート造一部鉄骨コンクリート造地下1階地上8階建て塔屋1階[489]、延べ床面積約9,652m2[489]、店舗面積約6,237m2[489]（直営店舗面積約4,301m2[489]）。
豊田市駅前の地下1階地上6階(一部7階)建、延べ床面積約9,900m2の『豊田中央開発』の再開発ビルの核店舗として地上1階から地上6階までで出店していた[493]。
地下1階にはヤマナカが入居して食料品売り場を担当し、7階には映画館のアート座があった[493]。
閉店後、跡地には1階においでん横町が開業したが振るわず僅か数年で撤退、その後も建物自体は使われないままそれから25年近く残ったままになっていた。2015年の再開発工事時に周辺の廃墟と共に取り壊され、2017年には跡地にKiTARAが開業した。[要出典]

### 近畿

#### 京都府
- 京都三条店（京都市中京区新京極通三条下ル桜之町400[494]松竹ビル[495]、1964年（昭和39年）3月17日開店[299] - ?閉店）
店舗面積約2,277m2[396]。
- 四条店→Big-Off四条店（京都市下京区立売東町12-1[496]、1968年（昭和43年）4月24日開店[494] - 2001年（平成13年）11月30日閉店[497][498]）
店舗面積約2,310m2[494][396]。
1987年（昭和62年）5月にディスカウントストアに業態転換した[319]。
再建3年計画の一環として土地と建物を1994年（平成6年）7月に勧業不動産へ売却したが、その後も賃借に切替えて営業を継続した[499]。
賃料引き下げ交渉を行って損益改善を目指したが所有者との協議が決裂したため閉店となった[381]。売場面積約2,000m2の小型店だった[381]。
- 伏見店（京都市伏見区納屋町136-2[494]、1968年（昭和43年）10月30日開店[494] - 2001年（平成13年）1月閉店[497]）
店舗面積1,848m2[494] → 1,798.5m2[396]。
1987年（昭和62年）3月にディスカウントストアに業態転換した[319]。

#### 大阪府
- 茨木店（茨木市別院町3-34[396]、1968年（昭和43年）9月21日開店[500] - 2002年（平成14年）[312]2月閉店[要出典]）
共栄ビルに出店しており、売場面積約5,281m2の店舗だった[164]
- 枚方店（枚方市新町1-2-3[370]、1969年（昭和44年）6月27日開店[501] - 2002年（平成14年）[312]2月11日閉店[要出典]）
売場面積約4,059m2[396]
建物は雑居ビル「テイクツービル」として使用されたが、2022年に解体された[502]。
- 寝屋川店→Big-Off寝屋川店（寝屋川市桜木町663[503]、1971年（昭和46年）3月6日開店[503] - 1999年（平成11年）3月22日閉店）
平田ビル[23]、敷地面積約1,254m2[503]、地下1階地上7階建て[503]、延べ床面積約8,910m2[504]、売場面積5.610m2 → 約4,485m2[23]。
建物は解体済み[505]。閉店後に1階にジャンボカラオケ広場[506]、2階にブックオフが出店したが2018年（平成30年）1月末で閉店し[507]、3階に出店した100円ショップシルクが2012年（平成24年）12月末で閉店した[506]。
- 千林店（大阪市旭区千林2-11-7[370]、1967年（昭和42年）9月21日開店[508] - 1986年（昭和61年）1月閉店[509][326]）
地下1階地上3階建て・延べ床面積約3,880m2[510]、店舗面積約2,244m2[510][326]。
ダイエー千林店やニチイ千林店などとの競合により業績が低迷したことから閉店となった[510]。
建物は現存、現在はパチンコ店「プレイランドガネーシャ」。[要出典]
- 岸里店（大阪市西成区千本北1-11-32[511]、1968年（昭和43年）8月20日開店[511][512] - ）
敷地面積約3,150m2[511]、鉄筋コンクリート造地上3階建て一部4階[511]、延べ床面積約5,579m2[511]、店舗面積約3,143m2[511]（当社店舗面積約1,963m2[511]）。
鉄筋コンクリート造地上3階建て[513]。敷地面積3,150m2[514]、延べ床面積5,578.928m2[512]、店舗面積約3,376.833m2[512]（長崎屋店舗面積約1,963.053m2[512]）。
岸の里デパート(現・ビック岸の里)2階[512]。長崎屋閉店後岸の里デパートは、ビック岸の里に店名変更。(ビック岸の里は、2018年10月末で閉店予定。)[要出典]
- 布施店（東大阪市長堂1-74[515]、1969年（昭和44年）5月23日開店[515]）
店舗面積約2,838m2[515] → 約4,785m2[370]。
- 八尾店[要出典]
- 瓢箪山店（東大阪市神田町18-22[516]、1975年（昭和50年）9月開店[516] - 2009年（平成21年）10月31日閉店[要出典]）長崎屋瓢箪山店
延べ床面積約10,018m2[57]、店舗面積約6,264m2[517]。
2010年（平成22年）4月3日に1階に関西スーパー瓢箪山店などが入居する商業施設が開店[518]。大阪府東大阪市の近鉄奈良線瓢箪山駅の西約300mにあった[518]。
- 堺東店（堺市堺区中瓦町2-88[503]、1970年（昭和45年）11月18日開店[519] - 1990年（平成2年）閉店）
地下1階地上8階建て[503]、延べ床面積9,821m2[519]、売場面積約6,284m2[519]（直営売場面積約5,692m2[519]）
南海高野堺東駅西口の南西側に出店していたが、近隣にイズミヤやニチイ、ダイエー(これらは全て撤退)のほか高島屋があってオーバーストアとなっていた[520]。その後はテナントビル(現在の名称はテクノ大徳ビル)としてつかわれている。[要出典]
- 北野田店（堺市東区北野田15-1[521]、1970年（昭和45年）10月10日開店[519][522] - 1995年（平成7年）4月閉店）
敷地面積約5,000m2[521]、鉄筋コンクリート造地下2階地上2階建て[521]、延べ床面積約10,032m2[521]、店舗面積約6,262m2[521] → 約8,625m2[519]（直営売場面積約5,516m2[519]）。
食料品部門をライフ北野田店に譲渡後も営業したが閉店[523]。地上1階と地下1階の売場面積約3,203m2に拡張して1995年（平成7年）7月6日にライフ北野田店として開業した[523]。）
- 堺小阪店[524] → 泉北店[164]（堺市小阪270[524]（現・南区）、1984年（昭和59年）6月24日開店[524][48] - 2002年（平成14年）閉店[312]）
敷地面積約8,420m2[524]、鉄筋コンクリート造地下1階地上2階建て塔屋3階[524]、延べ床面積約20,630m2[524]、店舗面積約16,890m2[524]（当社店舗面積約9,104m2[524]）、駐車台数約900台[524]。
泉北高速鉄道深井駅に近い「泉北紡績」工場跡地に同社が開発したショッピングセンターの核テナントとしての出店[525]。
店舗跡には2002年（平成14年）11月15日にイズミヤ泉北店を核店舗としてほかに29のテナントが入店するショッピングセンターのアンディが開店[526]。

#### 兵庫県
- 御影店（神戸市東灘区御影本町4-653[396]、1970年（昭和45年）11月27日開店[527] - 2009年（平成21年）5月31日閉店[528]）
阪神電気鉄道御影駅前にあった[529]
地下1階地上8階建てのビルに出店していた店舗で[522]、地下1階から地上6階まで7層の売場という多層階型の総合スーパーだった[530]。
開業時には売場面積約4,950m2で、専門店6店を併設していた[522]。
阪神・淡路大震災で被災して休業し、修復を終えて1995年（平成21年）11月9日に営業を再開した[530]。
2008年（平成20年）9月に赤字経営ではないが富裕層の多い御影地区に合わせた営業形態を模索したとして2009年（平成21年）1月末で閉店する[529] 方針をいったん固めたものの近隣住民の要望などを受け撤回した[528] が、2009年（平成21年）5月に同月末での閉店することになった[528]。
建物は2021年まで、1階と2階のみ使用され、1階にローソンとライフォートが、2階にゲオが入居していたが、[要出典]2021年(令和3年)1月に解体され[531]、2022年(令和4年)4月にJR西日本不動産開発によりVIERRA御影として薬局(ココカラファイン)とフィットネスクラブが先行開業し、同年5月にコンビニエンスストア(ローソン)が開業し、クリニック等は遅れて開業することになった[532]。
- 加古川店（加古川市平岡町[529]、2009年（平成21年）11月23日閉店[要出典]）
マルナカ加古川店内に出店していた売場面積約1,200m2の店舗だった[43]。
2008年（平成20年）9月の時点では閉店しないとしていた[529] 。
- （初代）尼崎店（尼崎市玄番町北之町28[533]、1967年（昭和42年）11月開店[533]）
売場面積約1,320m2[533]
- （2代目）尼崎店→Big-Off尼崎店（尼崎市神田北通4丁目[534]、1970年（昭和45年）4月26日開店[535] - 1990年（平成2年）3月18日に火災が発生[534]→翌年解体）
移転し開店[522]。
1987年（昭和62年）11月にディスカウントストアに業態転換した[319]。
尼崎中央商店街四番街内にあり、阪神電気鉄道尼崎駅から出屋敷駅にかけて広がる「尼崎中央・三和・出屋敷商店街」の集客の核施設だったが、1990年（平成2年）3月18日に発生した長崎屋火災で死者15人を出したため、建物が解体されてその後約12年間更地となっていた[534]。
商店街の中心部に更地のため商店街を分断する存在となっていたが、2002年（平成14年）8月に1階と2階が店舗の15階建て分譲マンション[534] が建設された[536]。
- 伊丹店→シャル伊丹店（伊丹市若松町411-5[210]、1970年（昭和45年）11月20日開店[537] - 1990年（平成2年）頃閉店）
阪急伊丹駅東側に出店していた[538] が、尼崎店火災のあおりを受け、閉店後解体。なお、この店舗には当初、映画館[539] や長崎屋ボウル（ボウリング場）も併設されていた。店舗跡地は2003年（平成15年）時点で駐車場となっていた[538]。
店舗面積約3,250m2[210] → 約4,534m2[336]。

#### 奈良県
- 奈良店（奈良市大森町47-3[540]、1985年（昭和60年）9月27日開店[541] - 2002年（平成14年）閉店[312]）
鉄筋コンクリート造地下1階・地上2階建て[540]。敷地面積7,786.47m2[540]、延べ床面積10,935.895m2[540]、売場面積約5,490m2[541]（当社店舗面積約3,220m2[541]）、駐車台数約350台[541]。
大東ビルディングに出店していた[164]
店舗跡に2002年（平成14年）5月24日にヤマダ電機が開店し[542]、2002年（平成14年）6月16日にスーパーの丸進が開店した[543] が、ヤマダ電機が移転後はセリアとなった[広報 17]が、2011年10月より寝具リースを手掛ける小山の本社として使用[広報 18]。

#### 和歌山県
- 和歌山店（和歌山市元寺町5-2[544]、1970年（昭和45年）12月5日開店[544] - 2002年（平成14年）11月17日閉店[545][546]）
敷地面積約3,305m2[544]、鉄筋コンクリート造地下1階地上4階建て[544]、延べ床面積約28,111m2[544]、店舗面積約13,137m2[544]。
跡地は複合商業施設「CITY!WAKAYAMA」である。
同社初の郊外型ショッピングセンターで、開業時点で、地下1階地上4階建て延べ床面積約8,000坪に47店の専門店のほか銀行や診療所、ボウリング場（4階）、200台収容の地下駐車場を備えていた[134]。
最盛期の1990年（平成2年）に売上高約66.82億円を上げたが2001年（平成13年）に売上高約29.86億円へ落ち込むなど数年間赤字が続いていたため閉店となった[545]。
- FCサンバード金丸（和歌山県那賀郡那賀町（現・紀の川市）)フランチャイズ店[要出典]

### 中国

#### 岡山県
- 岡山店（岡山市北区表町1-11-18[547]、1974年（昭和49年）2月開店[548] - 1985年（昭和60年）1月閉店[548][326][549][550]。
地下2階地上4階建て[551]、店舗面積約4,080m2[551]。
中之町商店街の防災街区を活用した再開発で建設された「中之町第2ビル」の地下1階から地上3階に出店していた[551]。
店舗跡はファンク岡山となった[552]。2014年現在は3階建ての有料駐車場になっている[要出典][注釈 4]。
- FC[要出典]サンバード山陽店（岡山県赤磐郡山陽町山陽団地（現・赤磐市山陽）1-5サンヨウショッピングデパート内[447]）

### 四国

#### 高知県
- 高知ヴィアン店（高知市瀬戸東町2-7、2025年（令和7年）3月31日閉店[553]）

サンシャイン ヴィアン店内に『サンバード生活衣料館』名義で出店していた。長崎屋法人としての「サンバード」名義が残る最後の店舗となった。

### 九州

#### 福岡県
- 黒崎店（北九州市八幡西区黒崎3-2-1[396]、1974年（昭和49年）10月31日開店[554] - 2002年（平成14年）2月11日閉店[555]）
店舗面積約6,402m2[396]。
井筒屋の黒崎店(旧店舗)に隣接して開店し[555]、最盛期の1992年（平成4年）2月期に売上高約56億円を上げていたが、2000年（平成12年）2月期に売上高約18.83億円で当期損失約1.22億円の赤字に転落したため閉店となり、九州から全面撤退となった[556]。その後、2019年（令和元年）6月27日にイオン福重店跡地にMEGAドン・キホーテ福岡福重店を出店し、17年ぶりに九州再進出となった[557][558]。

#### 大分県
- 大分店（大分市中央町2-1-30[559]、1971年（昭和46年）4月28日開店[559] - 1988年（昭和63年）2月閉店[326][560]）
敷地面積約1,914m2[559]、鉄筋コンクリート造地下1階地上8階建て[559]、延べ床面積約15,345m2[559]、店舗面積約10,230m2[559]。
中央町商店街の一角に出店していた[561]。
1983年（昭和58年）3月10日に大分シャルに転換[562]。閉店後に解体され[563]、跡地はパチンコ店とゲームセンター[563]。

#### 熊本県
- 熊本店（熊本市中央区手取本町5-1[210]、1971年（昭和46年）10月16日開店[564] - 1984年（昭和59年）2月29日閉店[565]）
敷地面積約1,584m2[559]、鉄筋コンクリート造地下2階地上9階建て[559]、延べ床面積約14,850m2[559]、店舗面積約8,580m2[559]（直営店舗面積約4,950m2[210]）。
新世界グリルを経営していた地場資本の三陽が熊本市手取本町に建設した新世界会館の核店舗として地上1階から7階までで出店していた[565]。
地階の食堂街や2階1部の新世界グリルなどの飲食店は三陽が自から営業していた[565]。
1986年（昭和61年）5月1日に熊本パルコが新世界会館の建物に開店している[565]。

#### 海外

##### シンガポール
- 海鮮宮88店（シンガポール、1975年（昭和50年）10月開店[566]）

店舗面積1,023m2

##### ブラジル
- イビラプエラ店（ブラジルサンパウロ[566]、1976年（昭和51年）4月開店[566] - ?）

店舗面積2,000m2
- サンホセドスカンボス店（ブラジルサンポール[566]、1976年（昭和51年）8月開店[566] - ?）

店舗面積1,310m2

## 実現しなかった店舗
- 大館店
大館市の長木川南側の大町ビルの核テナントとして出店を計画していた[567]。

- 盛岡店（盛岡市青山4-46-1[568]、1981年（昭和56年）5月開店予定[568]）
地上4階建て[568]、延べ床面積約42,446m2[568]、店舗面積約27,489m2[568]。
1979年（昭和54年）12月に岩手県盛岡市青山町に27,489m2の盛岡ショッピングセンター出店を申請したが、商業活動調整協議会の1981年3月結審ではカット率89.1%の3,000m2とされたため出店を断念した[569]。
- 石巻店（石巻市門脇字三番谷地[570]、1981年（昭和56年）6月開店予定[570]）
17,254m2の石巻ショッピングセンター出店を申請していたが、商業活動調整協議会の1980年5月20日結審ではカット率80.29%の3,400m2とされたため出店を断念した[571]。

- 古川駅前ショッピングセンター（古川市季埠字宮田3[572]、1981年（昭和56年）7月開店予定[572]）
店舗面積約4,350m2[572]。
商調協の結審で店舗面積約13,860m2から大幅に削減され、結審後にデベロッパーの国土開発が倒産して、地元側のデベロッパーだった千葉寿郎商店も会社整理を申立てた[572]。

- 白石ショッピングプラザ（白石市八幡町469[573]、1990年（平成2年）8月開店予定[574]、1990年（平成2年）9月出店取下げ[574]）

鉄骨鉄筋コンクリート造地上3階建て塔屋1階、店舗面積約12,000m2（当社店舗面積約8,200m2）。
- 須賀川ショッピングプラザ（須賀川市山寺通14-5[575]）
店舗面積約15,015m2[575]。
中央商店街の購買客を奪われるとの地元商業者の反発により、商調協の結審で店舗面積約1,500m2と約90%削減された[575]。

- 勝田店（勝田市春日町10-1[576]）
日立製作所跡地への出店計画だったが、競合していた伊勢甚が出店することになった[576]。

- 高崎店
高崎駅東口の高崎市栄町で1974年（昭和49年）秋着工予定だった[577]。

- エコーショッピングプラザ（本庄市大字小島近八幡1888[578]、1980年（昭和55年）11月開店予定[578]）
店舗面積約3,303m2[578]。

- 戸田店（戸田市本町1-23[579]）
鉄筋コンクリート造地上3階建て[579]。延べ床面積約21,528m2[579]、店舗面積約15,104m2[579]。
戸田木材市場跡地への出店計画だった[579]。

- 新長岡店
新潟県長岡市川崎町の国道8号沿いに4階建て62,570m2の大型ショッピングセンター出店を計画していた[580]。

- 東三条商業共同ビル（三条市大字田島430[581]、1985年（昭和60年）9月開店予定[581]）
地上4階建て[581]。延べ床面積約19,319m2[581]、店舗面積約12,592m2[581]。
東三条店と約100mの近距離での出店計画だったため、品揃えなどで住み分けを行って競合を避けることを目指していた[581]。

- 川中島自動車グリーンプラザ大町（大町市大字大町字光明寺3108-1[582]）
地上6階建て[582]。延べ床面積約15,345m2[582]、店舗面積約12,592m2[582]（当社店舗面積約4,950m2[582]）。
3階までが売り場で、4階が結婚式場、5階と6階をホテルとする計画だった[582]。

- 高岡店（富山県高岡市四屋628[583]、1992年（平成4年）2月22日開店予定[583]）

鉄筋コンクリート造地上6階建て、延べ床面積約73,743m2、店舗面積約29,310m2（当社店舗面積約17,554m2）
富山県高岡市の国道8号と国道160号の交差点近くに計画していた「高岡サンタウン」のキーテナントで、鉄筋コンクリート造2階建て、店舗面積17,000m2、延床面積39,500m2。本体棟とレジャー施設のファンタジー棟の2棟で構成。1995年上期の開業を目指いしていたが、長崎屋の出店計画の見直しの影響で延期。その後用地取得の遅れから、2000年時点でソフトボール場など『高岡サンタウン・グラウンド』として利用されていた。
- 一宮店（愛知県一宮市栄町1丁目[586]）
地下1階地上7階建て[586]、延べ床面積約15,977m2[586]
1972年（昭和47年）に市が基本計画を策定して「一宮駅東第一再開発準備組合」を設立したが、同地の核テナントとして内定していた[586]。当社の出店撤回とオイルショックが重なって再開発計画が中断した[586]。

- 各務原店（岐阜県各務原市三ツ池3丁目[587]、1981年（昭和56年）1月開店予定[587]）
鉄筋コンクリート造地上5階一部6階建て[587]、店舗面積約7,700m2[587]
内定していたグランドタマコシとデベロッパーがもめたことから代替の核テナントして「各務原中央ショッピングセンター」に出店する計画だった[587]。

- 土岐店（岐阜県土岐市土岐津町土岐口[588]、1981年（昭和56年）1月開店予定[588]）
地上3階建て[587]、店舗面積約2,764m2[588]
「土岐ショッピングセンター」の核テナントして出店する計画だった[588]。

- 田原本センター共同店舗（奈良県磯城郡田原本町秦ノ庄443-1[589]）
田原本センターがジャスコ田原本店出店に対抗して増床する際に共同で出店する計画だった[589]。

- 天神再開発ビル（防府市天神2-1447-1[590]、1982年（昭和57年）4月開店予定[590]）
店舗面積約7,000m2[590]。
国道2号沿いの天神中央商店街の一角への出店計画[590]。

- 福岡西店（福岡県福岡市西区拾六町平田81[591][592]）
鉄筋コンクリート造地上4階建て[592]、延べ床面積約49,500m2[592]、売場面積36,570m2[591]
- 苅田店（福岡県京都郡苅田町殿川1[593]）

売場面積21,100m2